# Большие Болота (Псковская область)
Больши́е Боло́та — деревня в сельском поселении Лядская волость Плюсского района Псковской области России.

## Этимология
Названа так по обширным заливным заболоченным сенокосным лугам по реке Яне возле деревни, которые в XVI веке упоминались в писцовых книгах, как пожни в Болотах. Прилагательное Большие, указывает на то, что ранее (до 1971 года) в трёх километрах существовала ещё одна деревня с названием Малые Болота.

## География

### Гидрография
Расположена на левом берегу реки Ктинянки в километре от впадения её в реку Яню на крайнем западе Плюсского района у границы с Гдовским районом. В центре деревни слева в р. Ктинянку впадает небольшой пересыхающий летом ручей Ворушкин (народное название). Верховье этого ручья в болотистой местности Карелка (на территории деревни) связано канавой Карелкина Канава с ручьём Шитней (названия — народные) притоком р. Яни. Северный участок этой канавы имеет сток в Ворушкин ручей, а южный — в Шитню. Когда данные водотоки не высыхают, часть деревни Большие Болота оказывается расположенной на острове. В правобережной части деревни находится родник Заречный с качественной питьевой водой (при высоком уровне в Ктинянке родник затапливается рекой). Родник с худшей водой из-за повышенного содержания железистых соединений расположен на левом берегу (в ур. Павлова Речка). В деревне находится 1 скважина, 1 колодец, 5 колодезных ям и несколько водяных ям при бывших гумнах, крупнейшие из них пруд Помоец и пруд Рысёвский.

### Дороги
Деревня связана с автомобильной дорогой местного значения Гнездилова Гора-Ктины-Алёксино отрезком дороги в 1,8 километра.

Ранее из Больших Болот вели прямые дороги в селения Ктины, Сухрестьи, Алёксино, Лайне, Мышка, Ловыни, Малые Болота, Хворки, Моклочно, Фетковщина, позднее заросшие.

## История

### История деревни до появления Санкт-Петербурга
Скорее всего, что селение на этом месте появилось в середине XVI века, и находилось оно в Лятцком погосте Залесской половине Шелонской пятины Новгородского уезда Новгородской земли в поместье Федора [Гамова] сына Тыртова с центром в сельце Хтино (ныне — дер. Ктины).

Впервые описано оно было в писцовой книге 1571 года письма Яныша Иванова сына Муравьева и подьячего Кирилко Кстечкова как починок (недавно отстроенное селение) в поместье Елизарья Федорова сына Тыртова.

(Поч) Болота, дан к церкве Великомученику Дмитрею: (в) Ерешка Никитин, (в) Третьяк Васильев, (в) Остратко Петров, пашни в поле 3 четверти, а в дву по тому ж, сена 5 копен, лесу пашенного и непашенного вдоль и поперек на версту.
— [РГАДА, Ф.137 (Боярские и городовые книги), Оп.1, Новгород, №8, л.213]
21 (31) марта 7081 (1573) года починок Болота переходит во владение бывшему государеву опричнику Ивана Грозного — Василию Ивановичу Умному Колычову, а центр поместья перемещается из Хтин в село Снежное (ныне — часть дер. Заянье), в 1574/75 году починок передаётся Ивану Соловому Тимофеевичу Петрову. Скорее всего, что уже к 1576 году (судя по писцовой книге 7084 года письма Владимира Матвеевича Безобразова, Вешняка Мшохина и подьячего Петра Иванова) получает статус деревни; в связи с административными преобразованиями Ивана IV, переходит в Псковскую землю, Ляцкой уезд, отписывается из поместных в государевы дворцовые земли села Снежного. Псковской земле Ляцкому уезду дер. Болота относилась как минимум до 1581/82 года, после чего была возвращена (к 1584 году) в Новгородскую землю. Поскольку с. Снежное во время литовско-польско-шведского набега 1581 года было сожжено, центр поместья опять переходит в село Хтины.

В писцовой книге 1584 года письма Григория Бундова и подьячего Ждана Алабухина за помещиком Захарием [Даниловым] сыном Скобелцыным это селение было уже записано как деревня, где находилось два двора.

(Дрв) Болота на реки на Воротной, а крестьян: (в) Ерех Микитин да с ним Иванко Лящихин да двор бобылской, (в) непашенной бобыль Кошко Васильев, пашни в поле худые земле живущего пол четверти обжы да перелогом обжа без получетверти обжи, а в дву по тому ж, сена две копны, лесу непашенново вдоль на версту, а поперег то же.
— [РГАДА, Ф.1209 (Поместный приказ), Оп.1, №967, л.46об.]
В 1584/85 году Болотами управляет уже новый владелец — Константин Иванов сын Скобелцына с сыном Дмитрием, а к 1601/02 году — только Дмитрий Константинов сын Скобелцына. В годы смуты, в русско-шведском Новгородском государстве Дмитрий был зачислен в изменники, и в 1612 году Хтинское поместье вместе с дер. Болота по решению Якова Пунтосовича Делегарда да князя Ивана Микитича Большого Одоевского было отделено помещику Давыду Федорову сыну Курицыну. В отдельных книгах 1612 года это селение было записано уже только с одним двором, принадлежащим крестьянину Ереху Никитину — старейшему жителю Лятцкого погоста, который, возможно, непосредственно принимал участие в постройке деревни Болота.

(Дрв) Болота над рекою Боротнею, а в ней крестьянин (в) Ерех Микитин, да три места дворовых, в живущем пол чети обжи, а в пусте три чети обжи с получетвертью обжею, сена шесть копен.
— [Riksarkivet, Stockholm, Ockupationsarkivet från Novgorod, serie 1:41, С. 596 об.]
Через год и Давыд Курицын был объявлен изменником, а на его поместье с центром в селе Хтины подали челобитные Карлусу Филиппу Карлусовичю в сентябре 1613 года Павел Теребердеев, Иван Осанов и Семейка Бахтин, но слабость власти Новгородского правительства, по-видимому, не позволила передать эти земли какому-либо другому лицу. После смуты и до смерти в апреле 1626 года, деревней Болота продолжил управлять Дмитрий Скобелцын. Его сменила Марья Дмитриевская жена Скобелцына. За ней Болота были записаны и в писцовой книге 1627—1629 годов письма князя Василия Волконского и подьячего Василия Андреева. Тогда в деревне продолжал стоять 1 двор, в котором проживали потомки Ереха Никитина.
В год первой дворовой переписи Степана Глебова 1646/47 года дер. Болото с четырьмя дворами принадлежала дипломату, устроителю новой русско-шведской границы Богдану Иванову сыну Самарину.

За ним же (дрв) Болото на речке на Воротне, а в ней крестьян: (в) крестьянин Нестерко Ерофеев с сыном с Антипком, (в) крестьянин Ивашко Онтонов з братом с Ондрюшкою да с племянники с Федоткам да с Мартемьянком Ондрюшкиными, (в) крестьянин Васка Иванов з детми с Ондрюшкою да с Васкою, (в) крестьянин Петрушка Иванов з детми сь Елизаркам да с Ульянком да с Микиткою.
— [РГАДА, Ф.1209 (Поместный приказ), Оп.1, №310, лл.452об,453]
В переписной книге Самуила Дмитриевича Тыркова 1669 года деревня Болота (3 двора) записана в поместье Василия Богданова сына Самарина.

Да за ним же в деревни Болотах: (в) (к) Васка Васильев з братом с Ондрюшкой, (в) (к) Федотко Андреев з братом с Петрушкою, (в) (к) Ефтифейко Нестеров.
— [РГАДА, Ф.1209 (Поместный приказ), Оп.1, №988Б, л.245об.]
Судя по этим двум переписным книгам, крестьяне дер. Болота Ивашко Онтонов и Петрушка Иванов с семьями переселились к 1669 году на пустошь, отстроив новую деревню Фетковшина (ныне дер. Фетковщина снята с учёта населённых пунктов).

В переписной 1677/78 года переписи стольника Степана Александровича Оничкова и подьячего Антипа Федорова деревня Болота с двумя дворами записана в поместье Василья Митрофанова сына Самарина.

Да за ним же, Васильем, деревня Болото, а в ней: (во д.) крестьянин Андрюшка Васильев з братом Васкою да с племянники с Федотком да с Петрушкою Андреевыми, у Андрюшки дети Савка, да Макарка двунатцати лет, да Сенка году, у Васки дети Гришка шти лет, Ларионко четырёх лет, Евтифейко дву лет, Богдашко году, у Федотка дети Парамошко шти лет, Кирилка трех лет, Киприянко году; (во д.) бобыль Евтишка Нестеров, у него дети Михалка трехнатцати лет, Давытко шти лет.
— [РГАДА, Ф.1209 (Поместный приказ), Оп.1, №8570, лл.205,205об.]
После, дер. Болота передаётся по наследству Федору Семенову сыну Квашнину Самарину, а затем — Василью Федорову сыну Квашнину Самарину (возможно, что либо он, либо его отец, получил эту деревню в 7193 (1684/85) году).

### История деревни до отмены крепостного права
За Васильем Федоровым сыном Квашниным Самариным деревня записана была в переписной книге 1706, 1707 годов переписи Дмитрия Тимофеевича Аничкова (4 двора, 19 человек мужского пола).

В деревни Болотах (во д.) (к) Давыд Евтифеев з женою, у него дети Карп, Евсей, у него ж племянники Дементей, Иван з женами Дмитриевы; (во д.) (к) Игнатей Михайлов, у Игнатья сын Петр дву лет, у него племянники Михайла, Евдоким з женами, Григорей десяти лет Петровы, а в скаски он, Игнатей, написан з Давыдом в одном дворе, а по осмотру явился в особом дворе; (во д.) (к) Парамон Федотов, у него братья Кирила, Киприян з женами, у Парамона сын Иван двенатцати лет, у Кирилы сын Мартемьян пяти лет; (во д.) (к) Семен Андреев з женою, у него братья Петр, Дорофей Ивановы з женами, у Семена сын Констянтин дву лет, а в скаски он, Семен, написан с Парамоном в одном дворе, а по осмотру явился в особом дворе; сверх скаски по досмотру прибыло в той деревни два двора. И всего в той деревни по скаски и по досмотру четыре двора крестьянских, людей в них, и у них детей, и братьи, и племянников деветнатцать человек.
— [РГАДА, Ф.1209 (Поместный приказ), Оп.1, №8575, лл.196об,197]
Вследствие областной реформы, проведённой Петром I, дер. Болота в составе Шелонской пятины оказалась включена в 1708 году в Ингерманландскую губернию, которую переименовали в 1710 году в Санктпитербургскую. В следующей переписи, проведённой в этом же 1710 году Анисимом Сергеевичем Обсеитовым, дер. Болота (3 двора, 17 человек мужского, 17 человек женского пола) была записана за тем же помещиком — Васильем Федоровым сыном Квашниным Самариным.

Да за ним же, Васильем, в деревни Болоте. (Во д) крестьянин Семен Андреив сорока лет, у него жена Татьяна сорока лет, у него сын Павел осми лет, дочь Елена семи лет, да у него ж, Семена, двоюродной брат Макарей семидесяти лет, у них племянник Тимофей тритцати лет, у него жена Марфа дватцати осми лет, у него сын Никита дву лет, у него ж, Семена, двоюродной брат Кирила Федотов тритцати лет, у него жена Овдотья дватцати осми лет, у Кирилы сын Марк осми лет, дочь Анна шти лет да племянник Петр тритцати пяти лет, у него жена Лукерья тритцати пяти лет, у него сын Иван дватцати да дочь Намелфа шестьнатцати лет. (Во д) крестьянин Михайла Петров сорока лет, у него жена Овдотья тритцати шти лет, у него ж дочь Агафья дву лет, да у Михайлы ж братья родные Евдоким дватцати лет, у него жена Анна осмнатцати лет, Григорей пятнатцати лет, холост. (Во д) крестьянин Дементей Дмитриев тритцати лет, у него жена Катерина дватцати шти лет, у него дочь Марья десяти лет, сын Алексей году, Иван дватцати лет, у него жена Катерина дватцати лет, у него дочь Овдотья году, да двоюродной брат Евсей Давыдов тритцати лет, у него жена Домна дватцати лет, дочь Соломанида году, у Евсея брат Карп дватцати лет, у него жена Елена осмнатцати лет; а по осмотру он, Дементей, живёт в особом дворе.
— [РГАДА, Ф.1209 (Поместный приказ), Оп.1, № 8587, лл.338, 338об.]
По ландратской переписи 1716, 1717 годов стольника ландрата Ивана Ивановича Мякинина в дер. Болота за Васильем Федоровым сыном Квашниным Самариным было учтено 2 двора (6 изб), 1 двор пустой (2 пустые избы), в них 18 человек мужского и 30 женского пола.

Да по переписной книге 186-го году написано в том же погосте за прежним помещиком за Васильем Митрофановым сыном Квашниным Самариным в деревни Болотах крестьянских два двора, людей в них мужеска полу семнатцать человек, а женск пол по той книги неписан.
Ис того числа убыло. Андрей Васильив с сыном Савою, Федот, Степан Андреевы тому тритцать лет, Евтифей Нестеров с сыном Михайлою тому дватцать пять лет померли. Василей Васильив з детьми з Григорьем, с Ларионом, с Евтифеем, Богданом переведены в тое ж пятину в Шепецкой погост в деревню свою Белую. Марк Андреев бежал тому лет с дватцать. Итого убыло двенатцать человек, в том числе умре шесть, переведено в Шепецкой погост пять, бежал один человек. А в остатке: Семен Андреев, Парамон, Кирила, Киприян Федотовы, Давыд Евтифеев. Итого пять человек.
Да к тому числу прибыло. Породилось у Давыда Евтифеива дети Карп, Евсей; у Парамона Федотова сын Иван; у Кирилы Федорова сын Мартемьян; у Семена Андреива сын Костянтин; да убылых породилось от книг 186-го году: у Михайла Евтифеева сын Игнатей, у него, Игнатья, сын Петр; да рождённые от книг 186-го году Дементей, Иван Дмитриевы; да рождённые от книг 186-го году Петр, Дорофей Ивановы; да за малолетством во 186-м году неписанные Михайла, Овдоким, Григорей Петровы. Итого прибыло четырнатцать человек, в том числе породилось одиннатцать, за малолетством три человека.
А по переписным книгам 707-го году написано за помещиком за Васильем Федоровым сыном Квашниным Самариным четыре двора, в том числе прибыло к переписи 707-го году два двора крестьянских, а в тех дворах жили, отделясь ис тех же вышеписанных дворов дети от отцев и братья от братей, людей в тех дворех мужеска полу деветнатцать человек, а женск пол по той книги неписан.
Ис того числа убыло двор пуст крестьянина Давыда Евтифеева, он, Давыд, и з братом двоюродным Парамоном Федотовым, и с племянником Констянтином Васильевым померли в 708-м году. Ис того опустело один двор, людей в нём мужеска полу померло три человека. Да из досталных дворов убыло, Игнатей Михайлов с сыном Петром, в тот же погост в другую вышеписанную деревню Ярун переведена и писаны выше сего в той деревни. Киприян Федотов помре в 709-м году, брат иы Дорофей Иванов сошли от скудости в мир. Итого из досталных дворов убыло четыре человека, в том числе переведено в другую деревню два, помре — один, сошло в мир один человек. А в остатке: Семен Андреев, Кирила Федотов с сыном Мартемьяном, Петр Иванов, Михайла, Евдоким, Григорей Петровы, Дементей, Иван Дмитриевы, Ефрем, Карп Давыдовы, Иван Парамонов. Итого двенатцать человек.
Да к тому числу прибыло: из бегов Макарей Андреев, Тимофей Клементиев с сыном Никитой; да породилось у Дементия Дмитриева сын Алексей; да за малолетством в 707-м году неписаны у Семена Андреева сын Павел. Итого прибыло пять человек, в том числе из бегов три, рождённых один, за малолетством один человек.
И по переписным книгам 710-го году написано за ним же, Васильем Квашниным Самариным в деревни Болотне три двора крестьянских, Людей в них мужеска полу семнатцать человек, женска полу семнатцать человек.
Ис того числа убыло: двор пуст крестьянина Макара Андреева с племянником Кирилою Федотовым померли в 711 году, да племянник же Тимофей Клементиев з женою Марфою и з сыном Никитою бежали в 713-м году безвестно, да ево ж племянник Григорей Петров бежал в Сомерскую волость в Николскую сотню, да ис того ж двора убыло женска полу Лукерья Иванова выдана замуж в 716-м году в Шепецкой погост в деревню Мошек за крестьянского сына за Михаила Клементиева. Итого убыло: опустел один двор крестьянской, людей в нём мужеска полу померло два, бежало три человека, женска полу бежала одна, выдана замуж одна. Да из досталних убыло: Лукерья Семенова, выдана замуж в той деревни за крестьянского сына за Петра Иванова, Марья Дементиева да Овдотья Иванова померли в 713-м году. Итого из досталных дворов убыло женска полу: померло две, выдана замуж одна. И всего три человека.
А по осмотру двор пуст крестьянина Григорья Петрова, на том пустом дворе две избы, а какими случаи оной двор опустел, очищено по скаски в сих книгах выше сего.
А ныне налицо за ним, Васильем Федоровым сыном Квашниным Самариным в деревни Болотах. Во дворе крестьянин Михайла Петров сорока семи лет, у него жена Овдотья Федосеева тритцати пяти лет, у него дочери Агафья двенатцати лет, за малолетством пропамятованы Соломянида десяти лет, Иринья семи лет, Степанида четырёх лет, у него брат родной Евдоким дватцати пять лет, у него жена Анна Карпова дватцати девяти лет, у него дети Матфей трех лет, дочь Аксенья дву лет, у него ж, Михайла, мать вдова Катерина Васильева семидесят лет, за отлучением были прописаны; у него ж брат двоюродной Семен Андреев сорока пяти лет, у него жена Татьяна Ларионова сорока лет, у него сын Павел дватцати лет, Пелагея семнатцати лет, за малолетством были прописаны, Аксенья семи лет, у него ж невестка вдова Овдотья Семенова Кирилова жена сорока лет, у ней сын Мартемьян Кирилов восмнатцати лет, у него дочь Акилина в переписной книги 710-го году написана была Анной пятнатцати лет, Марфа одиннатцати лет за малолетством была прописана, Овдотья семи лет, у него ж, Семена, племянник Петр Иванов дватцати лет, у него жена Елена дватцати лет, у него брат родной Дорофей пятнатцати лет, прибыл из бегов, у него, Семена, брат двоюродной Иван Парамонов тритцати лет, у него жена Овдотья Евсеева дватцати пять лет, взятая замуж в 712-м году того ж Ляцкого погоста из выставки Заянья Сергия Иванова сына Милославского крестьянска дочь, у него ж, Ивана, сестра Намельфа дватцати лет, у него ж, Ивана, мать вдова Огруфена пятидесят лет за отлучением была прописана, у него сын Максим четырёх лет, дочь Дарья полугоду. А по осмотру в оном дворе люди против скаски писанные сходны. На том дворе четыре избы стоят порознь.
Во дворе крестьянин Дементей Дмитриев тритцати семи лет, у него жена Катерина Григорьева сорока лет, у него дети Алексей девяти лет, Никита пяти лет, у него брат родной Иван дватцати восми лет, у него жена Катерина Федосеева дватцати семи лет, у него дети дочери Настасья пяти лет, Марья полугоду; у него, Дементия, двоюродной брат Евсей Давыдов тритцати лет, у него дети [правильно: «жена»] Домна Миронова тритцати лет, у него дети дочь Соломянида десяти лет, сын Ермил шести лет, Марья четырёх лет; у него ж, Евсея, брат родной Карп дватцати пяти лет, у него жена Елена тритцати лет, у него сын Михей полугоду, у него ж мать вдова Оксенья Мелентиева шестидесят лет, за отлучением прописаны были, у него ж племянница Ефросинья Григорьева дву лет. А по осмотру против скаски люди сходны. На том дворе две избы стоят порознь.
Итого в той деревни по скаски и по осмотру два двора крестьянских, людей в них мужеска полу писанных двенатцать, рождённых четыре, за отлучением один, из бегов один, всего восмнатцать человек. А в лета: до 5 — 4, до 10 — 2, до 15 — 1, до 20 — 3, до 25 — 2, до 30 — 3, до 40 — 1, до 45 — 1, до 50 — 1 человек.
Женска полу писанных тринатцать, рождённых десять, за малолетством три, за отлучением три, взятых замуж одна, всего тритцать человек. А в лета: до 5 — 7, до 10 — 5, до 15 — 3, до 20 — 3, до 25 — 1, до 30 — 4, до 35 — 1, до 40 — 3, до 50 — 1, до 60 — 1, престарелых один человек.
— [РГАДА, Ф.350 (Ландратские книги и ревизские сказки), Оп.1, №290, лл.1386-1389]
4 (15) марта 1718 года помещик Василий Федоров сын Квашнин Самарин умер на о. Корфу. Поэтому в первых ревизских сказках по поместью села Хтины (составленных по рассказу крестьянина дер. Болота Марка (Мартемьяна) Кирилова) фигурирует уже новый владелец — Иван Васильев сын Елагина. В Болотах первая ревизия учла 18 человек мужского пола.
29 мая 1719 года Санкт-Петербургская губерния была разделена на провинции, а провинции — на дистрикты. При этом территория бывшей Новгородской земли вошла в Новгородскую провинцию. Однако это административное деление не прижилось, и в документах по дер. Болота продолжали указывать лишь: Новгородский уезд, Шелонская пятина, Залесская половина, Лядский погост. В феврале 1727 года дистрикты были упразднены, а деление на провинции ликвидировали позже — в 1775 году. 29 апреля 1727 года была образована Новгородская губерния с центром в г. Новгород; куда, в частности, из Санкт-Петербургской была передана территория Лядского погоста (в том числе и дер. Болота).

Ещё с переписи 1710 года известно, что дер. Болота относилась к приходу церкви святого великомученика Димитрия Солунского мироточивого, находящейся в выставке Хтины (Ктины). В 1727 году же была составлена первая сохранившаяся до нашего времени метрическая книга по этому приходу. В ней деревня Болота упоминается один раз.

{75} Книга записная Новгородской Епархии Шелонския пятины Залеския половины Ляцкого погоста выставки Ктин церкви Великомученика Димитрия попа Феодосия Ефимова с причетники о приходских тоя церкви людех на три части. Кто имяны в прошлом 727-м году, в котором месяце и числе родились, браком сочетались и померли, всякаго чина людей. И то показуется ниже сего.
[…]
| №   | числа | 1727 года венчаны |
| --- | ----- | --- |
| […] | […]   | […] |
|     |       | В октябре. |
| 2   | 22    | Деревни Болот дворянина Ивана Елагина крестьянской сын отрок Алексей Дементиев, ево ж, Елагина, деревни Фетковшины с крестьянскою дочерью девкою Агафьей Васильевой первым браком. |
— [ЦГИАСПб, Ф.19 (Петроградская духовная консистория), Оп.124, № 138, лл. 207, 207об.]
Первая сохранившаяся исповедная роспись по приходу церкви в выставке Хтины датируется 1738 годом. В ней с названием Болоцко эта деревня описывается за помещиком майором Иваном Васильевым сыном Елагина: 5 дворов крестьянских, в них 35 человек мужского и 36 женского пола.

Роспись Шелонской Новгородского уезда пятины Залеской половины Ляцкого погоста выставки Хтин церкви великомученика Димитрия попа Федосия Ефимова с причетники обретающимся при оной церкви нижеявленных чинов людем со изъявлением против коегождо имене о бытии их в святую сего 1738 года четыредесятницу у исповеди и святых тайн причастия, и кто ж исповедался токмо, а не причастился и кто ж не исповедался. {№ 26.}
[…]
| Число  | Число      | Число     | Крестьяне и их домашние                                                  | Лета от рождения | Лета от рождения | Показание действа                       | Показание действа                                                  | Показание действа          |
| дворов | людей      | людей     | Крестьяне и их домашние                                                  | муже. пола       | жен. пола        | Кто были у исповеди и святаго причастия | Кто ж исповедались токмо, а не причастились и за каким винословием | Которые у исповеди не были |
| дворов | муже. пола | жен. пола | Крестьяне и их домашние                                                  | муже. пола       | жен. пола        | Кто были у исповеди и святаго причастия | Кто ж исповедались токмо, а не причастились и за каким винословием | Которые у исповеди не были |
| ------ | ---------- | --------- | ------------------------------------------------------------------------ | ---------------- | ---------------- | --------------------------------------- | ------------------------------------------------------------------ | -------------------------- |
| [...]  | [...]      | [...]     | [...]                                                                    | [...]            | [...]            | [...]                                   |                                                                    |                            |
|        |            |           | Деревни Болоцка господина маэора Ивана Васильева сына Елагина крестьяне. |                  |                  |                                         |                                                                    |                            |
| 23     | 154        |           | Иван Параманов.                                                          | 61               |                  | Бы-                                     |                                                                    |                            |
|        |            | 136       | Жена ево Евдокея.                                                        |                  | 51               |                                         |                                                                    |                            |
|        | 155        |           | Дети их Егор,                                                            | 25               |                  |                                         |                                                                    |                            |
|        | 156        |           | Сысой.                                                                   | 15               |                  |                                         |                                                                    |                            |
|        |            | 137       | У Егора жена Матрёна.                                                    |                  | 16               |                                         |                                                                    |                            |
|        |            | 138       | Ево ж, Ивана, дочь Евдокея.                                              |                  | 28               |                                         |                                                                    |                            |
|        | 157        |           | Ево ж, Ивана, брат двоюродный Марк Кирилов.                              | 46               |                  |                                         |                                                                    |                            |
|        |            | 139       | Жена ево Параскева.                                                      |                  | 31               | ли                                      |                                                                    |                            |
|        | 158        |           | Ево ж, Мартемьяна, зять Марк Кирилов.                                    | 31               |                  |                                         |                                                                    |                            |
|        |            | 140       | Жена ево Евдокея.                                                        |                  | 28               |                                         |                                                                    |                            |
| 24     | 159        |           | Павел Семенов.                                                           | 51               |                  |                                         |                                                                    |                            |
|        |            | 141       | Жена ево Пелагея.                                                        |                  | 51               |                                         |                                                                    |                            |
|        | 160        |           | Дети их Кондрат,                                                         | 18               |                  |                                         |                                                                    |                            |
|        | 161        |           | Карп,                                                                    | 11               |                  |                                         |                                                                    |                            |
|        | 162        |           | Анкидин,                                                                 | 9                |                  | в-                                      |                                                                    |                            |
|        | 163        |           | Трофим,                                                                  | 5                |                  | —                                       |                                                                    |                            |
|        |            | 142       | Ксенья,                                                                  |                  | 16               |                                         |                                                                    |                            |
|        |            | 143       | Пелагея.                                                                 |                  | 6                |                                         |                                                                    |                            |
|        | 164        |           | Подсоседсик их Дорофей Иванов.                                           | 51               |                  |                                         |                                                                    |                            |
|        |            | 144       | Жена ево Ирина.                                                          |                  | 41               | се.                                     |                                                                    |                            |
| 25     |            | 145       | Вдова Елена Семенова.                                                    |                  | 48               | Бы-                                     |                                                                    |                            |
|        | 165        |           | Дети ее Евфим,                                                           | 12               |                  |                                         |                                                                    |                            |
|        |            | 146       | Марфа,                                                                   |                  | 14               |                                         |                                                                    |                            |
|        |            | 147       | Екатерина,                                                               |                  | 6                | —                                       |                                                                    |                            |
|        |            | 148       | Ирина.                                                                   |                  | 2                | —                                       |                                                                    |                            |
|        | 166        |           | Подсоседник их Евдоким Петров.                                           | 61               |                  |                                         |                                                                    |                            |
|        |            | 149       | Жена ево Агафья.                                                         |                  | 26               |                                         |                                                                    |                            |
|        | 167        |           | Дети их Матфей,                                                          | 31               |                  |                                         |                                                                    |                            |
|        | 168        |           | Прокла.                                                                  | 17               |                  |                                         |                                                                    |                            |
|        |            | 150       | У Матфея жена Матрёна.                                                   |                  | 41               | ли                                      |                                                                    |                            |
|        | 169        |           | Дети их Феодор,                                                          | 6                |                  | —                                       |                                                                    |                            |
|        |            | 151       | Акилина.                                                                 |                  | 2                | —                                       |                                                                    |                            |
|        |            | 152       | У Прокла жена Матрёна.                                                   |                  | 20               |                                         |                                                                    |                            |
|        | 170        |           | Племянник их Ияков Фомин.                                                | 48               |                  | в-                                      |                                                                    |                            |
|        |            | 153       | Жена ево Софья.                                                          |                  | 31               |                                         |                                                                    |                            |
|        | 171        |           | Дети их Иларион,                                                         | 6                |                  | —                                       |                                                                    |                            |
|        | 172        |           | Самуила,                                                                 | 3                |                  | —                                       |                                                                    |                            |
|        |            | 154       | Параскева.                                                               |                  | 9                |                                         |                                                                    |                            |
|        |            | 155       | Теща ево вдова Феодосья.                                                 |                  | 70               | се.                                     |                                                                    |                            |
| 26     | 173        |           | Деомит Дмитриев.                                                         | 61               |                  |                                         |                                                                    |                            |
|        |            | 156       | Жена ево Екатерина.                                                      |                  | 71               | Бы-                                     |                                                                    |                            |
|        | 174        |           | Дети их Алекксей,                                                        | 31               |                  |                                         |                                                                    |                            |
|        | 175        |           | Никита,                                                                  | 21               |                  |                                         |                                                                    |                            |
|        | 176        |           | Андрон,                                                                  | 17               |                  |                                         |                                                                    |                            |
|        | 177        |           | Никифор.                                                                 | 12               |                  |                                         |                                                                    |                            |
|        |            | 157       | У Валекксея жена Агафья.                                                 |                  | 31               | ли.                                     |                                                                    |                            |
|        | 178        |           | Дети их Василей,                                                         | 5                |                  | —                                       |                                                                    |                            |
|        |            | 158       | Варвара.                                                                 |                  | 3                | —                                       |                                                                    |                            |
|        |            | 159       | У Никиты жена Феодора.                                                   |                  | 18               | Была.                                   |                                                                    |                            |
|        | 179        |           | Сын их Лука.                                                             | 1                |                  | —                                       |                                                                    |                            |
|        |            | 160       | У Вандрона жена Агрипина.                                                |                  | 18               | Были                                    |                                                                    |                            |
|        | 180        |           | Ево ж, Дементия, брат родной Иван, вдов.                                 | 51               |                  |                                         |                                                                    |                            |
|        | 181        |           | Дети иево Ияков,                                                         | 8                |                  |                                         |                                                                    |                            |
|        |            | 161       | Агафья.                                                                  |                  | 11               |                                         |                                                                    |                            |
|        | 182        |           | Зять ево Меркурий Антипов.                                               | 37               |                  |                                         |                                                                    |                            |
|        |            | 162       | Жена ево Настасья.                                                       |                  | 26               |                                         |                                                                    |                            |
|        |            | 163       | Дочь их Агафья.                                                          |                  | 2                |                                         |                                                                    |                            |
| 28     | 183        |           | Яфьсей Давидов.                                                          | 61               |                  | все.                                    |                                                                    |                            |
|        | 184        |           | Брат ево Карп.                                                           | 56               |                  | Бы-                                     |                                                                    |                            |
|        |            | 164       | У Явсея жена Домникия.                                                   |                  | 58               |                                         |                                                                    |                            |
|        | 185        |           | Сын их Ермил.                                                            | 28               |                  |                                         |                                                                    |                            |
|        |            | 165       | Жена ево Ксенья.                                                         |                  | 26               |                                         |                                                                    |                            |
|        | 186        |           | Зять их Фока Агафонов.                                                   | 31               |                  |                                         |                                                                    |                            |
|        |            | 166       | Жена ево Марья.                                                          |                  | 26               | ли                                      |                                                                    |                            |
|        |            | 167       | Дочь их Анна.                                                            |                  | 4                | —                                       |                                                                    |                            |
|        |            | 168       | У Карпы жена Анна.                                                       |                  | 28               | Была.                                   |                                                                    |                            |
|        | 187        |           | Дети их Андреян,                                                         | 2                |                  | —                                       |                                                                    |                            |
|        |            | 169       | Феодосья,                                                                |                  | 11               | Была.                                   |                                                                    |                            |
|        |            | 170       | Феодора.                                                                 |                  | 6                | —                                       |                                                                    |                            |
|        | 188        |           | Зять их Феодор Владимеров.                                               | 31               |                  | в-                                      |                                                                    |                            |
|        |            | 171       | Жена ево Феодосья.                                                       |                  | 21               |                                         |                                                                    |                            |
— [ЦГИАСПб, Ф.19 (Петроградская духовная консистория), Оп.112, № 15, лл. 517, 524-526]
Под названием Болоцко эта деревня записывалась в исповедных росписях по 1740 год включительно, а с 1741 года, как и прежде — Болота.

В метрической книге 1742 года впервые упоминается о новом селении Пустые Болота (ныне — урочище Малые Болота). Заселена она была крестьянами из старой деревни Болота (семья Ивана Парамонова) и из деревни Фетковщина (семья Дмитрия Иванова).
2 (13) сентября 1745 года датируются материалы второй ревизии по деревне Болота отставного майора Ивана Васильева сына Елагина. Судя по ним, в этом селении проживало 43 человека мужского пола. Исповедная же роспись в этом году учла 3 крестьянских двора (Дементия Дмитриева (самый населённый двор), вдовы Пелагеи [Калининой] и Евдокима Петрова), в них 42 лица мужского населения, 35 — женского; при этом всё население Пустых Болот в росписи было записано в старой деревне во дворе Евдокима Петрова, тогда как ревизия разделила эти два селения.
В 1753 году, если судить по метрической книге, произошла смена владельца дер. Болота; вместо Ивана Елагина им стал генерал-адъютант командующего русским флотом Михаила Михайловича Голицына Антон Иванов сын Березина. С его приходом в поместье появляется новая деревня — Сухресцы, записанная уже в исповедной 1754 года. Заселена она была в основном крестьянами села Хтин, но также туда переселилась и одна семья из деревни Болот (крестьянина Алексея Дементьева). Достоверно неизвестно в каком качестве Антон Березин взял на себя управление этой землёй. Во всех церковных документах это поместье за ним упоминается по 1780 год включительно, однако материалы третьей ревизии в качестве официального владельца имения, получившего его по наследству в 1759 году, называют не его, а сына — недоросля Сергея Антонова сына Березина.
Сказки к третьей ревизии по деревне Болота были поданы 22 апреля (3 мая) 1762 года приказчиком села Хтин Сергеем Панкратовым. В них в этом селении было учтено 51 человек мужского и 58 женского пола (за время между ревизиями умерло 12, отдано в рекруты 1, родилась 21 душа мужского пола). Исповедная же роспись 1762 года отмечает здесь 6 крестьянских дворов: Меркурея Антипова, вдовы Анны Терентьевой, Ксенифонта Алексеева (правильно — Елисеева), Кандратия Павлова, Дорофея Иванова и Никифора Дементиева, в них 33 человека мужского и 41 человек женского пола. Такое сильное расхождение в данных объясняется тем, что ревизская сказка не учла никаких переселений крестьян в последние годы, а деревня Сухрестьи в ней вообще была не отмечена. Так, если от 51 человека мужского пола, записанных в сказке, отнять 6 человек переселившихся в дер. Дуброво, 4 — в дер. Ярун, 4 — в дер. Сухрестьи, 1 — в дер. Пустые Болота, прибавить троих перебравшихся сюда из села Хтины, то получится в итоге 39 крестьян (6 из них в исповедной были не записаны). Также, если от 58 человек женского пола отнять 3 человека переселившихся в дер. Дуброво, 2 — в дер. Ярун, 3 — в дер. Сухрестьи, 1 — в дер. Пустые Болота, прибавить троих переселившихся из Хтин и одну женщину, вышедшую замуж в дер. Болота в этом году, то получится уже 53 крестьянки (12 из них в исповедной записаны не были). Неотмеченными в исповедных росписях были в основном разного возраста дети, а также 2 вдовы и 1 одинокий вдовец.
В середине 1770-х годов Екатериной II была проведена очередная областная реформа. Поводом для неё послужила слабость местной власти и неспособность поддерживать порядок (в результате чего, по мнению Екатерины, стала возможна крестьянская война под руководством Е.Пугачева в 1773, 1774 годах и другие народные волнения). Таким образом, примерно в 1775 году было решено упразднить такие административные единицы, как провинции, пятины, половины, а губернии, количество которых должно было значительно возрасти, непосредственно разделить на уезды.
В связи с этим, во второй половине 1776 года Хтинский приход и дер. Болота, в частности, были переданы из Новгородской губернии в Псковскую (центр — г. Псков). 23 августа 1777 года Псковская губерния была преобразована в Псковское наместничество, а дер. Болота в составе Хтинского прихода была передана в Гдовский уезд с центром в г. Гдов (в церковных документах первое упоминание о Гдовском уезде встречается в 1778 году). И, наконец, 11 декабря 1781 года Гдовский уезд, и дер. Болота, соответственно, был передан из Псковского наместничества в Санкт-Петербургскую губернию (центр — столичный город Санкт-Петербург).
Начиная с исповедной росписи этого же 1781 года в качестве владельца Хтинского поместья и дер. Болота указывается Сергей Антонов сын Березин, а не его отец. Было ему в это время уже 30 лет, и он вместе со своей супругой Елисавет Афонасьевой (25 лет) исповедался и причастился в Хтинском храме. В деревне Болота в 1781 году роспись учла 11 дворов крестьянских (Сидора Матфеева, Ивана Федорова (на самом деле — Андрона Дементьева в росписи номер двора проставлен не на том жителе), Ксенифонта Елисеева, Самуила Яковлева, Родиона Карпова, Якова Иванова, Меркурея Иванова (правильно — Антипова), Ермила Никитина, вдовы Евдокии Ивановой, Ефима Петрова и Афанасия Агафонова), в них 35 чел.м.п, 29 чел.ж.п.
Впервые с названием Жилые Болоты эта деревня начала именоваться в материалах Генерального межевания. Началось оно в даче села Хтины, владения секунд-майора Сергея Антонова сына Березина, в 1786 году.
В деревне Жилые Болота, судя по отчёту помещика для межевания, в это время насчитывалось 12 дворов, в которых проживали 68 мужчин и 62 женщины. А вот исповедная роспись 1786 года в дер. Болота учла только 7 дворов (Сидора Матфеева, Андроника Дементьева, Самуила Яковлева, Афанасия Агафонова, Родиона Карпова, Ефима Петрова, Федора Михайлова), 46 крестьян и 41 крестьянку.
В 1786 году была замежёвана круговая граница дачи села Хтины, причём во многих местах в черновом (спорном) варианте. В последующие годы смежные владельцы пытались разобраться с земельными спорами. Полностью закончить межевые работы по даче Хтины смогли только в августе 1790 года, когда из поместья Березиных были выделены пять участков для священно и церковнослужителей церкви св. великомученика Димитрия. Во время проведения Генерального межевания река, на которой стояла дер. Жилые Болота, была переименована. Если раньше её называли Воротней, с истоком близ деревни Опалёво, то после её стали назвать — Хтинка, а за её начало приняли исток из Хтинского (Ктинского) озера.

При хтинской метрической книге 1788 года впервые сохранились брачные обыски по приходу, среди них один относится к деревне Болота.

«№ 5. Августа 20 дня Гдовскаго уезда Лятцкаго погоста приходу выставки села Хтин церкви святаго великомученика Димитрия вотчины помещика Сергия Антоновича Березина деревни Болот крестьяне Петр Матфеев, Степан Конанов дали сию поручную запись тоя церкви священнику Кирилы Иоакимову с причетники в том, что вступают в законное супружество означеннаго господина Березина деревни Болот крестьянской сын отрок Харитон Ермилов з девкою того ж господи. и тое ж деревни крестьянскою дочерью Меланьей Сидоровой, которые жених и невеста вступают в брак в указные лета, и не в каком родстве, и в кумовстве, и в крестном братстве, по доброволному своему согласию, из благословения своих родителей и не с принуждения своего господи, раскола и противности святеи церкви не имеют, и повсегодно у исповеди и святому причастию бывают. А ежели мы, вышеупомянутые поежане, по сему обязательству что либо возбраненное к законному браку утаили и солгали, за то повинны духовнаго и гражданском суде истязанию.

К сему обыску вместо вышеписаных поежан по их прошению Боровитской купец Сергей Антонов руку приложил.»— [ЦГИАСПб, Ф.19 (Петроградская духовная консистория), Оп.124, № 3, л. 277]
В одном из дел Санкт-Петербургской духовной консистории в 1793 году упоминается «церковной староста, деревни Болотова крестьянин Филип Матфеев». Возможно, что это самое первое упоминание такой должности при ктинской церкви в истории. Если судить по исповедной 1793 года Филипу Матфееву было в это время 52 года, в деревне Болота за ним был записан двор. Умер он в этом же 1793 году 23 октября.

С исповедной росписи 1795 года начала отмечаться новая категория прихожан церкви в Хтинах — военные. Среди них был один житель дер. Болота — отставной унтер-офицер Шлюшенбургского пехотного полка Анфиноген Никифоров. Судя по тем же росписям, родился он в Болотах примерно в 1748 году, к 1767 году женился на крестьянке Ксении и по 1770 год проживал с ней в деревне во дворе своего отца Никифора Дементьева. Затем 27 лет о нём никаких сведений не было, очевидно, он служил в армии. Вернулся в Болота Анфиноген Никифоров к 1795 году, без жены и детей. В 1797 он был при содействии помещика Сергея Березина определён на должность церковного старосты. Однако, в те времена шла открытая вражда между хтинским помещиком и хтинским священником Феодором Дометиевым. В 1798 году Анфиноген Никифоров священником был отстранён от этой должности. Такое самоуправство было отмечено, среди прочих претензий к Федору Дементьеву, Сергеем Березиным в жалобе высокопреосвященнейшему митрополиту Гавриилу 29 марта 1799 года.

избавте их и меня сего героя, который недовольно, что сие творит, но даже церковнаго старосту, определённаго по согласию его, моему и прихожан, отставнаго унтер офицера, прибил и отрешил сам собою, и всю сию должность на себя принял, и есть теперь вкупе и священник и церковной староста
— [ЦГИАСПб, Ф. 19 (Петроградская духовная консистория), Оп. 2, № 2970, лл. 10, 10об.]
На что Федор Дементьев в своё оправдание показал следующее.

Старостой церьковным ундер офицер помещиком Береззиным на один год определён был на место своего крестьянина без всякаго мирскаго согласия, которой жительство имел в ево деревни Жилых Болот, разстоянием в двух с половиной верстах, а не в селе Хтинах. Священником с причетники онаго старосты усмотрено к церкви нерачение. 1-е. Прошлаго года с мясопустной недели до недели ваий в церькви не бывал, в чём он, священник с причетники, и ссылку имеет на приходских людей, а шатался по народу, растал портнаго мастерства, а где ныне обретается неизвестно. А когда и бывает в церькви, кроме ущерба в прибытке не надежен. Не слушая устава, с начала службы во всяком месте затепливает свечи большие и жгьот до окончания службы. 2-е. Объявил он, староста, ему, священнику, что якобы в церькви во время всенощнаго бдения ущербло денег 14 ко. 3-е. 25 ко. 4-е. 40 ко. 5-е. По замещению священником с причетники в прошлом 798-м году за апрель месяц увчтен он, староста, в 80 ко. в недостатке. 6-е. Спрашивал он, священник с причетники, по скольку ис фунта воску копеешных свечь высыкает, показал по 48-ми и по 50-ти. И справился он, священник с причетники, у тех, кои ему помогают скать свечи, а именно деревни Жилых Болот Исак Филипов и Козма, отечества не упомню, показали, что по 67-ми и по 70-ти, в чём и усмотрен несправедливым. Он, священник, старосту ундер офицера в прошлом году не бил, а от старост от церкви, по совету приходских людей, отрешил, ибо приход половина помещика Березина, а другая разных владельцов, не ругал. Не грабительством, а доброй волею призван в церков в день пяддесятницы, и по окончании службы, от старост ундер офицеру отказано принародно. И сумма церьковная сочтена, и денег от него помнитца 168 ру. с копейками, о чём покажет церковная книга и помещичья записка, священником с причетники принята, которая и хранится под общим присмотром.
— [ЦГИАСПб, Ф. 19 (Петроградская духовная консистория), Оп. 2, № 2970, лл. 7об., 8]
Последний раз упоминается Анфиноген Никифоров в исповедных 1821 года с возрастом 84 лет (хотя на самом деле ему было порядка 73-х, значительный по тем временам возраст), проживал Анфиноген во дворе вдовы Настасьи Семеновой (жены умершего младшего своего брата Якова).

В 1799 году крестьянин деревни Болота Варлам Андронов являлся старостой Хтинской вотчины.

11 (23) марта 1807 года надворный советник Сергей Антонович Березин официально отдал хтинскую вотчину с дер. Жилые Болота своей дочери — Анне Сергеевне Дириной. Однако, в церковных росписях эта деревня по 1809 продолжала записываться за её отцом, Сергеем Березиным, а с 1810 года — за её мужем полковником Николаем Петровичем Дириным. За ним же деревня Болота была записана и в исповедной 1812 года: 11 дворов крестьянских (Павла Селифанова, вдовы Акилины Никитиной, вдовы Стефаниды Марковой, Петра Варламова, Исака Филиппова, Космы Иванова, Матфея Ефимова, Якова Никифорова, Трифила Дорофеева, Емилиана Вавилина и вдовы Варвары Гавриловой), в них 55 мужчин, 46 женщин. В светских же документах в качестве помещицы выступала Анна Дирина. Так в Отечественную войну, согласно списка, 20 августа (1 сентября) 1812 года ей из дер. Жилые Болоты было направлено в народное ополчение 4 крестьянина.

Один из них — Алексей Харитонов, воевавший в 16-й дружине, при демобилизации 24 июня (6 июля) 1814 года был награждён медалью. По исповедным росписям и метрическим книгам, после Отечественной войны он ещё долгое время жил в Болотах, дважды был женат, от браков имел несколько дочерей и одного сына — Фрола Афанасьева (дом Фроловых сгорел в дер. Большие Болота в 1978 году), умер 15 июля 1862 года в возрасте 67 лет.

Муж владелицы поместья, Николай Петрович Дирин, сам принимал участие в руководстве ополчением от Новгородской и Санкт-Петербургской губерний. В 1813 году, во время осады Данцига, он умер от горячки. Начиная с 1814 года вдова Анна Сергеевна Дирина уже и в церковных документах отмечается полноправной владелицей дер. Болота.
Сама она по большей части проживала в другом, что ей досталось от мужа, имении — в селе Петровское Демьянского уезда Новгородской губернии. В 1828 году она переезжает в город Дерпт, чтобы дать образование своим детям в Дерптском университете. К своим крепостным крестьянам Анна Сергеевна Дирина относилась достаточно мягко. В своём частном письме она писала по этому поводу.

[…] благосостояние крестьян, о коих я должна пещись по обязанности християнской, по закону гражданскому и по собственным чувствам, желая, чтоб все управляемы были справедливо и попечительно
— [РГИА, Ф. 1151, год 1838, Оп. 2, № 34 (IV департамент гражданских и духовных дел), л.21об.]
И хотя в документах по Гдовскому уезду во время крестьянских волнений в 1826 году и упоминается, среди прочих, о некотором непокорстве крестьян Анны Дириной; с другой стороны, во время бунта военных поселян в 1831 году её дворовые люди и крестьяне лично выгнали из имения Петровское бунтовщиков, и тем самым защитили свою помещицу.

15 сентября 1833 года Анна Сергеевна Дирина разделила всё своё недвижимое имущество между своими детьми. Деревня Жилые Болота при этом вместе с Хтинской вотчиной досталась её старшей дочери — Марии Николаевне фон Рейц (урождённой Дириной, жене профессора Дерптского университета Александра фон Рейца). При этом как деревней, так и поместьем, на основании того же раздельного акта, продолжила управлять её мать Анна Сергеевна, упоминавшаяся владелицей Болот в исповедных росписях по 1838 год включительно.

В 1837 году уезды были разделены на станы, при этом деревня Жилыя Болоты оказалась приписанной ко второму стану Гдовского уезда с центром в с. Прибуж. По последней ревизии (очевидно восьмой, проходившей в 1834 году, полные материалы которой не сохранились по деревне) здесь проживало 59 душ мужского и 57 душ женского пола.

В исповедной 1839 года дер. Жилые Болота (7 дворов (Козмы Фомина, Харитона Ермолаева, Петра Варламова, вдовы Татьяны Софроновой, Козмы Иванова, вдовы Настасьи Семеновой, Федота Кирилова), 59 муж, 58 жен.) записана уже не за Анной Дириной, а за помещиком фон Рейц. В росписи 1840 года, и последующих, в качестве владелицы деревни упоминается уже Мария Николаевна фон Рейц.

В 1850 году в России проходила 9-я народная ревизия. Ревизские сказки по ктинскому поместью 10 октября 1850 года составил вотчинный староста поместья житель дер. Жилые Болота Семен Трофимов. К этому времени в дер. Жилые Болота насчитывалось крепостных 18 семей (Алексея Харитонова, Ивана Исакова, Антона Евфимова, Родиона Леонтьева, Ивана Петрова, вдовы Татьяны Софроновой, Федора Федорова, Леонтия Антонова, Ивана Варламова, вдовы Екатерины Мартыновой, Евдея Яковлева, Семена Трофимова, Евфима Терентьева, Тихана Михайлова, Микифора Фокина, Козмы Фомина, Карпа Фомина, Феодора Феодотова), в которых проживало 70 крестьян и 79 крестьянок, все за ктинской помещицей Марией Николаевной фон Рейц. За период с 8 по 9 ревизию (1834—1850 гг.) в Жилых Болотах забрали в рекруты 5 крестьян, 17 чел.м.п. умерло, родилось 32 чел.м.п, 2 чел.м.п. было переведено из дер. Алексино.

В 1856 году вышел в свет очередной печатный справочник по селениям Санкт-Петербургской губернии. В нём в деревне Жулыя Болотья за г. Фон Рейц записано 16 дворов, 70 душ.

Ревизские сказки к 10-й ревизии составила лично ктинская помещица владелица дер. Жилые Болота Мария Николаевна фон Рейц 9 мая 1858 года. В это время в деревне насчитывалось 18 семей (Алексея Харитонова, Ивана Исакова, Антона Ефимова, Леонтия Родионова, Ивана Петрова, Сергея Яковлева, Федора Федорова, Леонтия Антонова, Ивана Варламова, Никифора Лукина, Евдея Яковлева, Семена Трофимова, Ефима Терентьева, Тихона Михайлова, Никифора Фокина, Кузьмы Фомина, Карпа Фомина, Федора Федотова), в которых проживало 74 крестьянина и 85 крестьянок. Кроме того, при ревизии (проверке) этой сказки 15 июля 1860 года оказалось, что среди жителей деревни не было учтено ещё 2 крестьянки. За период с 9 по 10 ревизию (1850—1858 гг.) в Жилых Болотах забрали в рекруты 1 крестьянина, 5 чел.м.п. умерло, родилось 11 чел.м.п, 1 чел.м.п. был переведён в дер. Федковщина.

В том же 1858 году проходила в Гдовском уезде выборочная перепись поместий. Ответственным за сбор переписных листов был назначен предводитель дворянства уезда судья Лев Николаевич Обольянинов. Судя по поданным сведениям от хтинского поместья, в дер. Жилыя Болоты насчитывалось в то время 17 дворов, 28 тягловых участка и ещё 2 участка за вдовами без барщины, 74 чел.м.п, 87 чел.ж.п. Усадебной и огородной земли у крестьян деревни было 7 десятин 2000 квадратных саженей, пахатной (по засеву) — 75 четвертей, сенокосной (по закосу) — 6720 пудов. В целом, по сравнению с другими селениями поместья, крестьяне Жилых Болот лучше были обеспечены сельхозугодьями.

Само поместье было заложено Марьей Николаевной фон Рейц в Санкт-Петербургском Опекунском Совете в 1848 году за 6310 рублей. За прошедшие годы помещица вернула 1089 рублей 53 копейки, 6132 рубля 74 копейки, учитывая проценты, ей ещё предстояло выплатить. Средний крестьянский двор (2 избы с сенями, скотный двор с хлевом, рига с гумном, амбар, 2 сарая для сена) были оценены в 264 рубля; 1 десятина огородной земли — в 175—200 рублей, пахатной — не ниже 50 рублей. Крестьяне поместья находились на смешанной повинности, платя оброк и работая на барщине. Размер оброка в поместье с мужчины составлял 15 рублей 86 копеек, с женщины и 17-летнего бобыля — 7 рублей 15 копеек, с 16-летней девки до замужества — 4 рубля, в целом с тягла — 23 рубля, с одной подводы на 200 вёрст — 3 рубля. Барщинные повинности для мужчины 27-28 конных, с женщины 28 пеших дней. Были установлены следующие уроки: для запашки 1 десятины 3 конных дня, для жатвы с 1 десятины 10 пеших дней. Помимо этого, с тягла необходимо было выделять: 1 воз соломы, 1 курицу, 10 яиц, 1 верёвку, 1 мешок, 1 гарец грибов и 1 гарец ягод. Зимой крестьяне отпускались от барщины на 4-6 недель на промыслы — обычно на заработки в Санкт-Петербург. При поместье были следующие должности для крестьян: 1 староста, 1 замолотчик (огумещик) во время молотьбы хлеба, 2 колесовщика (с 1 октября по 23 апреля). Староста освобождался от барщины, а его семейство имело льготу по барщинным работам, огуменщику освобождалась лошадь и женщина от барщины, колесовщики от барщины освобождались зимой. Помимо этого, староста получал жалованье 8 рублей, огуменщику отдавалось 0,5 чети ржи, и они получали готовую харчу. В поместье имелся запасной мирской хлебный магазин: 160 четвертей ржи и 180 четвертей ярового хлеба, мирской капитал в 250 рублей. Приблизительная оценка наёмного рабочего дня в поместье составляла: мужского пешего летом 25-50 копеек, зимой 15-20 копеек; мужского конного летом 25-50 копеек, зимой 20-25 копеек; женского летом 20-25 копеек, зимой 10-15 копеек. Мастеровые люди нанимались, как правило, за 30 копеек в день. Пахатную землю в наём отдавали обычно за 5-й сноп, реже — за 4-й. В целом по работе крестьян в документе было сделано следующее заключение.

Где крестьянин не терпит нужды, там он не работает, и кое как за высокую плату; нужды то он почти нигде не терпит по умеренности его жизненных потребностей.
— [ЦГИАСПб, Ф.536 (Петроградское дворянское депутатское собрание), Оп.9, № 1119, л.31]

### История деревни в годы временной обязанности крестьян
Во время проведения крестьянской реформы, которую возвестил Манифест об отмене крепостного права от 19 февраля (3 марта) 1861 года, Гдовский уезд разделили на волости, а волости на сельские общества. При этом деревня Жилые Болота оказалась на территории Юдинской волости Болотского (впоследствии Жилоболотского сельского общества, куда помимо дер. Жилые Болота входила ещё соседняя дер. Пустые Болота). В 1862 году в деревне Жилыя Болота насчитывалось 22 двора, в них 70 человек мужского и 95 человек женского пола, 1 православная часовня.

Крестьянская реформа делала крестьян из крепостных временнообязанными. Прежде всего необходимо было выделить землю для крестьян, определить размер, расположение участка, установить его стоимость и соответствующие этому ежегодные платежи.

В сентябре 1862 года была составлена и подписана помещицей Марьей Николаевной фон Рейц Уставная Грамота селения Жилые Болота. По этому документу крестьяне деревни получали в постоянное пользование по высшему нормативу 407 десятин удобной земли, 9,5 десятин неудобий и 33 десятины 900 квадратных саженей в добавку за неудобные места. Вся эта земля располагалась на одном участке и была меньше того надела земли, которым пользовались крестьяне Жилых Болот раньше. За пользование землёй они с 19 февраля 1863 года переводились на обязательный оброк — 740 рублей в год со всего селения, с уплатой вперёд в два срока по половине: к 1 апреля и к 1 октября. 15 сентября данную грамоту получил мировой посредник 3-го участка Гдовского уезда Лев Обольянинов, а 6 ноября по прибытии в Жилые Болота он этот документ зачитал и объяснил крестьянам деревни. И хотя крестьяне отметили наличие в их наделе многочисленных неудобных мест, того же дня мировой посредник данную Уставную Грамоту утвердил.

 «Уставная Грамота С.Петербургской губернии.

Гдовскаго уезда. Выданная владелицею вдовою Статскаго Советника Марьею Николаевною Фон Рейц, водворенным в имении ея крестьянам селения Жилые Болота, принадлежащим к Болотскому сельскому обществу Юдинскай волости.

Отдел I.

§ 1. В селении Жилые Болота значится по 10 народной переписи ревизских мужескаго пола душ крестьян семьдесят четыре, дворовых нет.

§ 2. Из них отпущено после ревизии на волю, водворено в другом имении, либо отказавшихся от надела по 8 ст. местнаго положения, душ нет.

§ 3. За тем должны на основании местнаго положения о поземельном устройстве крестьян получить в пользование поземельный надел семьдесят четыре ревизских мужескаго пола души.

Отдел II.

§ 1. До обнародования положений о крестьянах в пользовании крестьян селения Жилыя Болота состояло земли неопределенное число десятин, но при том более высшаго надела.

§ 2. Из вышеозначеннаго количества земель состояло под крестьянскою усадебною оседлостию восемь десятин двести сажень.

Примечание. Означенное количество земли определено землемером.

§ 3. Для местности, в которой находится вышеозначенное селение, определён местным положением о поземельном устройстве крестьян высший размер душеваго надела в пять с половинаю десятин; а по числу душ в селении, имеющих право надела, ижчесленных в 3-м пунк. 1-го отдела, высший размер надела на все селение составит четыреста семь десятин.

§ 4. Как крестьяне селения Жилые Болота пользуются ныне землею, в том числе усадебною оседлостию, в большем противу высшаго размера количества, то предоставляется им в постоянное пользование полное количество земли по расчету высшаго размера душеваго надела, то есть четыреста семь десятин бывшей под селением пашни, покосы и отводится в одну окружную межу к селению, остальная за тем земля, бывшая в их пользовании, отрезывается от их надела и обращается в непосредственное распоряжение владелицы. На основании правил 54 и 58 ст. местнаго положения, отводимая в надел земля показана на плане, при сем прилагаемом, где также включены девять с половиною десятин под неудобными местами. Сверх того добавлено тридцать три десятины девятьсот саж., как показано на плане, взамен неудобных мест.

Отдел III.

§ 1. Находящийся при селении водопой предоставляется в исключительное пользование крестьян.

§ 2. Как крестьянам уже отведен высший размер надела, требуемый местным положением, то они за сим никаким особым выгоном не наделяются.

§ 3. Особых угодий, доставляющих выгоды, в селении нет.

Отдел. IV.

§ 1. До обнародования положений о крестьянах, крестьяне селения Жилаго Болота состояли частию на смешанной повинности, платя с тягла в год по двадцать три рубля и служа работнаго дни в посев, на возы, покос и жатву, частию же на трех-дневной барщине. С 19 февраля 1863 года все они переходят на оброк по Уставной Грамоте.

§ 2. За предоставленную в постоянное пользование крестьян селения Жилые Болота удобную землю в количестве четырёхсот семи десятин, следует с них по положению оброка с каждаго душеваго надела по десяти рублей; и со всех душевых наделов, то есть со всего селение, семьсот сорок рублей в год.

§ 3. Из числа душеваго оброка относится на усадьбу один руб. пятдесят копеек. Вследствие чего, повинность за пользование всею усадебною оседлостию крестьянскаго общества составляет в год сто одиннадцать рублей, а выкупная сумма за всю оседлость тысяча восемьсот пятдесят рублей.

Примеч. Разверстка выкупной суммы будет представлена в определённый срок.

§ 4. Оброк крестьяне обязаны вносить в два срока, а именно к 1-му апреля и 1-му октября по триста семидесяти рублей, и притом за каждый срок вперед.

§ 5. За исправное отбывание установленной выше повинности ответствует круговаю порукою все общество на основании правил, установленных местным положением.

§ 6. Мирских капиталов, принадлежащих сельскому обществу, нет; а хлебный запасный магазин всегда находился в заведовании старшин, избранных крестьянами, и потому, состояние хлебных запасов владелице не известно.

Грамота эта составлена в сентябре 1862 года.

Жена Статскаго Советника Мария ф. Рейц.

1862 года ноября 6 дня. Грамоту эту поверял на месте на основании правил о приведении в действие положений, при сторонних добросовестных свидетелях Исае Кандратьеве, Герасиме Кирилове и Лаврентие Лукине. Которая была прочитана и объяснена домохозяевам селения Жилыя Болота: Никифору Исакову, Антону Ефимову, Родиону Леонтьеву, Архипу Иванову, Василию Варламову, Федору Агапову, Дмитрию Лукину, Ивану Исакову, Тихану Михайлову, Семену Трофимову, Ивану Петрову, Федору Федотову, Петру Трофимову, Ефиму Терентьеву и Андрею Федорову. При чём они объявили, что в наделе их много неудобных мест. А кроме того, никакого спора противу Уставной Грамоты не имеют. Но как находящиеся между крестьянскими угодьями неудобныя места в количестве до сорока трех десятин в надел не включены, то замечание это не заслуживает внимания. И потому ПОСТАНОВЛЕНО: Грамоту утвердить и представить на хранение в С.П-бургское Губернское по крестьянским делам Присутствие. О чём удостоверяю.

Мировой посредник Обольянинов.»— [ЦГИАСПб, Ф. 190 (Петербургское губернское по крестьянским делам присутствие), Оп. 9, № 1119, лл. 91, 96-97об.]
Однако это незначительное на первый взгляд недовольство жителей дер. Жилые Болота, оставленное без внимания мировым посредником, со временем не исчезло, а наоборот выросло. А вылилось оно в коллективную от крестьян всех деревень хтинского поместья жалобу-прошение в Санкт-Петербургское по крестьянским делам Присутствие, составленную 8 марта 1863 года.

чрез посредство частных землемеров в наделе землею, на которыя от нас отняты сенныя покосы и в место с теми дана неудобная земля за удобною, что ведеть нас не к посильным трудам без вознаграждения
— [ЦГИАСПб, Ф. 190 (Петербургское губернское по крестьянским делам присутствие), Оп. 2, № 592, л. 1]
11 июня 1863 года в своём письме Присутствие потребовало объяснить мировому посреднику возникшую ситуацию. 25 июня Лев Обольянинов в ответе рассказал, что при отведении наделов им лично «с крестьянами делались безпрестанные совещания», учитывались просьбы крестьян, удобство пользования, удобство проложения межи и округления надела; и что крестьяне были в конце концов согласны с нарезанными наделами. Однако «болезнь и смерть мужа владелицы» поместья Марии Николаевны фон Рейц задержали утверждение уставных грамот. Тем временем среди крестьян, якобы, стали распространяться слухи, что будто-бы казённый уездный землемер Гдовского уезда обещал при отводе земли отрезать угодья в три раза бо́льшей площади. Это и послужило основной причиной жалобы крестьян.

18 сентября 1863 года в Присутствии постановили считать «принесенную поверенными крестьян упомянутых деревень жалобу на наделы незаслуживающею уважения»; а 25 сентября в Губернское Правление было направлено обращение по отстранению Гдовского землемера Даева от межевых работ за распространение слухов.

Данное решение необходимо было донести до сведения и разъяснить крестьянам хтинского поместья под подписку, однако те категорически отказались подписывать акт по ознакомлению. Пришлось уездному исправнику подписывать акт одному.

«Акт.

1864 года февраля 8-го дня Гдовский Уездный Исправник, вследствие донесения Пристава 2-го стана, о том, что времянно-обязанные крестьяне помещицы Фон Рейц деревень: Федьковщины, Яруна, Сухрестья, Пустых Болот, Алексина и Жилых Болот упорно отказываются от дачи подписки, в объявлении им прочитаннаго Приставом решения С.Петербургскаго Губернскаго по крестьянским делам Присутствия, изъясненнаго в предписании от 18 сентября 1863 года № 2104 по жалобе тех крестьян на неправильно будто бы сделанный им надел земли. Прибыв сам на место и собрав крестьян означенных деревень, а именно:

деревни Федьковщины: Емельяна Архипова, Афанасия Клементьева, Василия Захарова, Харитона Филипова, Леонтия Емельянова, Прокофия Сидорова, Финогея Яковлева, Николая Савельева, Степана Юдина, Степана Алексеева, Пахома Максимова, Абрама Иванова, Семена Михайлова, Феоктиста Клементьева, Ефима Степанова, Григория Андреева, Николая Антипова, Родиона Наумова, Сергея Петрова, Федота Гаврилова;

деревни Алексино: Якова Кирилова (он же сельский староста), Ефима Савельева, Дорофея Захарова, Кузьму Захарова, Прокофия Филипова, Самсона Фомина, Федора Ефимова, Алексея Михайлова, Сергея Петрова, Федора Фролова, Кондратия Макарова, Архипа Парфеева, Савелия Иванова, Астафия Антонова, Абрама Алексеева, Карпа Матвеева, Семена Кузьмина, Егора Карпова, Павла Андреева, Семена Сергеева, Петра Федорова, Трофима Фомина, Герасима Борисова, Антона Максимова, Василия Иванова, Якова Иванова, Василья Карпова (он же сотский);

деревни Больших Болот: Антона Ефимова (он же сельский староста), Архипа Карпова, Никифора Исакова, Архипа Иванова, Андрея Хоритонова, Дмитрия Лукьянова, Федора Федотова, Семена Трофимова, Лариона Михайлова, Ивана Петрова, Семена Григорьева, Ефима Терентьева, Петра Трофимова, Мартемьяна Авдеева, Варлама Петрова, Федора Агапова, Леонтия Антонова, Павла Федорова, Ивана Исакова;

деревни Малых Болот: Тимофея Федотова, Абрама Моисеева, Илью Моисеева, Ермолая Ильина, Ефима Никитина;

деревни Сухрестья: Савелия Яковлева, Ермолая Харламова, Устина Ларионова, Абрама Кузьмина, Антона Григорьева, Петра Антонова, Викула Макарова, Тимофея Прокофьева, Трофима Федорова, Моисея Михайлова, Герасима Яковлева, Егора Яковлева;

и деревни Яруна: Степана Матвеева, Калину Антонова, Дениса Потапова, Леонтия Иванова, Кузьму Петрова, Антона Афанасьева, Сергея Григорьева, Дмитрия Федотова и Калину Агафонова.

Прочитал им означенное решение Губернскаго по крестьянским делам Присутствия, и, потом изготовив для них подписку, предложил подписать; но все они единогласно от подписи отказались и на убеждения его, Исправника, на разъяснение и толкование им как существа решения Губернскаго Присутствия, так и содержание самой подписки они подписать её не согласились. При чём крестьяне эти никакаго особаго упорства и неповиновения не оказывали, но высказали опасение подписать подписку в том заблуждении, что этим они лишат себя права далее ходатайствовать об изменении отведеннаго им надела. На убеждения исправника, что подписка эта неограничивает их права вновь просить; они выразились так: „всему мы верим и понимаем что решило Губернское Присутствие но подписки в объявлении дать не можем. Мы уже раз подписали Уставную Грамоту, и от того теперь и Губернское Присутствие нам в жалобе отказывает.“ При этом нельзя было не заметить, что в таком заблуждении крестьяне ещё более поддерживались из них сельскими старостами деревень Алексина Яковом Кириловым и Жилых Болот Антоном Ефимовым и сотским крестьянином деревни Алексино Васильем Карповым, по сему ПОСТАНОВИЛ: о несогласии вышепоименованных крестьян дать подписку в объявлении им решения С.Петербургскаго Губернскаго по крестьянским делам Присутствия составить Акт.

Уездный Исправник [Подпись].»— [ЦГИАСПб, Ф. 190 (Петербургское губернское по крестьянским делам присутствие), Оп. 2, № 592, лл. 20-21об.]
Этот документ примечателен тем, что в нём впервые деревня Жилые Болота упоминается с современным названием — Большие Болота. Это говорит, что данное именование в те времена уже существовало, и было как бы второстепенным. Упомянутый в акте Антон Ефимов был первым старостой Болотского сельского общества.

Далее уездный исправник решил действовать жёстко, в рапорте от 11 февраля 1864 года господину С.Петербургскому губернатору он предложил следующее.

[…] неизволите ли, Ваше Сиятельство, признать достаточным разрешить мне из них сельских старост Якова Кирилова, Антона Ефимова и сотскаго Василия Карпова выдержать при Полиции под арестом, и за тем оставить настоящее дело без дальнейшаго производства. Такая мера наказания по мнению моему будет достаточным примером на будущее время, как сим крестьянам, так и другим, и будет соответствовать их вине […]
— [ЦГИАСПб, Ф. 190 (Петербургское губернское по крестьянским делам присутствие), Оп. 2, № 592, лл. 19, 19об.]
16 марта 1864 г. в губернском по крестьянским делам Присутствии было решено крестьян за упорство не наказывать, а объявить им о том, что в 30-ти дневный срок, в случае несогласия, они имеют право на сельском сходе составить новую жалобу и отослать её в Присутствие.

Сельский сход по этому поводу собрался в Жилых Болотах только 1 июня.

1864 года июня 1-го дня. Мы, нижеподписавшиеся временнообязанные крестьяне С.Петербургской губернии Гдовскаго уезда Юдинской волости имения г-жи Фон Рейц деревни Жилых Болот, на бывшем сего числа сельском сходе, на основании 1-го пункта 24-й и 51-й ст. Общаго Положения о крестьянах вышедших из крепостной зависимости, единогласно приговорили: принести жалобу в С.Петербургское Губернское по крестьянским делам Присутствие через нашего довереннаго, крестьянина нашего селения, Сергея Трофимова, относительно неудобства отведеннаго нам надела по Уставной Грамоте; и просить Губернское Присутствие об точном измерении надела, так как г-жа владелица Фон Рейц вместо удобной земли нарезала в надел не удобныя, ни к хлебопашеству, ни к сенокошению неудобныя земли и мхи в следующих местах: Вересняги, Круглое, Шумилово, у Навозного моста, на Петруниной Горе, Федоровом Лугу, Омялье, Колоколы и в Грёмках, и чтобы нам отвести полный по Уставной Грамоте надел удобной земли, и уполномочить Трофимова на хождение по сему делу; и также просить Губернское Присутствие о понижении повинности, назначенной по Уставной Грамоте, так как земля наша гораздо худшаго качества, в сравнении с крестьянами окрестных деревень. В том и подписуемся.
Селскай стараста Антон Ефимаф и домахозяева: Семена Григорьева, Андрей Харитонав, Архип Ивнаф, Федор Агапаф, Варлам Петроф, Митри Лутьянаф, Архип Карпаф, Василий Федароф, Мартын Явдееф, Клеменьтей Трофимаф, Семена Трофимаф, Иван Петроф, Данила Федотьеф, Петра Трофимаф, Яфим Терентьеф, Фрол Алексееф, Андрей Федараф, Леонтий Антонаф, а за неграмотеностию их по личной просбе крестрянин тои же доревни Петра Иванаф руку прижол.
Что приговор сей действительно подписан вышепрописанными крестьянами деревни Жилыя Болота, а за неграмотностью их крестьяниным той же деревни Петрам Ивановым, в том Юдинское волостное правление с приложением казённой печати удостоверяет. Июня 1-го дня 1864 года.
Волостной старшина [именной штамп, неразборчиво].
Волостной писарь Сергий Иванов.
[Печать: «Юдинскаго волостного правления Гдовскаго уезда».]
— [ЦГИАСПб, Ф. 190 (Петербургское губернское по крестьянским делам присутствие), Оп. 9, № 1119, лл. 93, 93об.]
Из приведённых в документе неудобных мест ныне можно локализовать: Вересняг, Шумилово, Петрунина Гора, Федоров Луг и Омялье.

Уполномоченный от дер. Жилые Болота крестьянин Сергей Трофимов составил прошение в Губернское Присутствие в октябре 1864 года; в нём он от имени односельчан просил командировать в Жилые Болота одного из независимых уездных землемеров для точного измерения надела; в случае, если окажется, что предыдущее межевание выполнено было верно, то оплату нового межевания Сельское Общество брало на себя. Частным землемером Тихомировым, данная работа по поверке границ и снятию неудобных мест на участке 449 десятин 2100 квадратных саженей была оценена в 22 рубля 45 копеек. В Санкт-Петербургском Губернском по крестьянским делам Присутствии согласились с данными доводами и 26 ноября 1864 года отправили письмо Мировому Посреднику 2-го участка Гдовского уезда Льву Николаевичу Обольянинову (третьим участком в то время заведовал Н. К. Шлегель) с просьбой командировать в Жилые Болота землемера и письмо в Гдовское уездное Полицейское Управление с просьбой известить заинтересованных лиц о разрешении данного поверочного межевания.

1864 годом датируется последняя сохранившаяся до нашего времени исповедная роспись по хтинской церкви. Судя по ней в деревне Жилые Болота в это время было 24 двора (Антона Евфимиева, Космы Фомина, Архипа Карпова, Фрола Алексеева, Тихана Михайлова, Илариона Михайлова, Архиппа Иванова, Ивана Петрова, Варлаама Петрова, Леонтия Антонова, Евдокии Никифоровой, Феодора Феодорова, Василия Феодорова, Ивана Исакова, Никифора Исакова, Семиона Григорьева, Ивана Лукина, Евдокии Ивановой, Евфимия Терентьева, Феодора Федотова и четыре двора детей вдовы Дарьи Антоновой: Семиона, Климента, Сергия и Петра), в них проживало: в семьях военных 1 чел.м.п, 2 чел.ж.п; крестьян 89 чел.м.п, 90 чел.ж.п.

Назначенные по уставным грамотам оброки бывшей помещице Марии Николаевне фон Рейц сельские общества упразднённого хтинского поместья выплачивали неохотно, с задержками. Весной 1866 года она жаловалась в Присутствие, что крестьяне не выплатили установленных к 1 октября 1865 года платежей на сумму около 600 рублей серебром. А мировой посредник 3 участка Николай Карлович Шлегель сослался при этом на бездействие полиции, поскольку на покрытие недоимки им была назначена продажа имущества крестьян, а проведена так и не была. 12 марта 1867 года Мария фон Рейц вновь пишет прошение в С.Петербургское Губернское по крестьянским делам Присутствие, на сей раз с 1 октября 1866 года крестьяне ей задолжали 319 рублей 86 копеек, в том числе крестьяне дер. Жилые Болота — 34 рубля. В результате чего при содействии нового Мирового Посредника 3-го участка Гдовского уезда Ушакова часть крестьянского имущества сельских обществ была описана и 7 апреля продана для устранения недоимки.

Почти через 10 лет после подачи крестьянами дер. Жилые Болота просьбы о поверочном межевании земельного участка, в мае 1873 года землемером Гдовского Мирового съезда Оскаром Вендельбриком, после соответствующих работ, был составлен план (в настоящее время его нахождение неизвестно) и геодезическое описание надела деревни Большие Болота.

«Геодезическое описание крестьянскаго надела деревни Больших Болот — владения статской советницы Марии Николаевны фон Рейц С.Петербургской губернии Гдовскаго уезда Юдинской волости.

Починный пункт взяв с севера надела от ручья Попова и идти по смежности с землею, оставшейюся за отделом крестьян владения г-жи фон Рейц следующими линиями.

1. Под румбом ZW 64 1/2 º — 188 сажень.

2. Под румбом ZW 42 3/4º — 473 саж.

3. Под румбом NW 44º — 93 сажень.

4. Под румбом ZW 45 1/2º — 113 сажень.

5. Под румбом ZW 56º — 512 саж.

6. Под румбом ZO 16º — 384 саж.

7. Под румбом ZO 34 1/2º — 597 саж. от начала сей линия поступает участок покоса дер. Сухрестье в 266 саж.

8. Под румбом ZO 67 1/2º — 316 саж.

9. Под румбом NO 50 1/2º — 219 сажень.

10. Под румбом ZO 54º — 130 саж.

11. Под румбом NO 34 1/2º — 93 саж.

12. Под румбом NW 10 1/2º — 452 саж.

13. Под румбом NW 72 1/2º — 206 сажень.

14. Под румбом NO 26 3/4º — 348 сажень.

15. Под румбом NW 24 1/2º — 85 саж.

16. Под румбом ZO 84 1/2º — 160 саж. по смежности участка покоса сельца Братылина.

17. Под румбом NO 21 1/2º — 120 сажень. И далее смежности г-н фон Рейц магистралною линиею по реки Янь и Поповым ручьем.

18. Под румбом NW 2 1/2º — 580 саж. до починнаго пункта.

Участок сей заключает 407 десятин удобной земли и сверх сего 42 десяти 2100 кв.с. взамен неудобных мест. А всего 449 десятин 2100 кв.с.

Геодезическое описание сей составлял согласно подлинного плана землемер Гдовскаго Мироваго съезда Оскар Вендельбрик.»— [ЦГИАСПб, Ф. 190 (Петербургское губернское по крестьянским делам присутствие), Оп. 9, № 1119, л. 23]
Накладывая данную межу на современную карту видно, что крестьянам Жилых Болот отошли в надел пожни на реке Яне по левому берегу от ур. Дубровские Сараи до старого устья реки Ктинянки и по обоим берегам этой реки, пашни по правому её берегу к северу от деревни; пашенные земли вокруг леса Казёнка (что в писцовых книгах, по-видимому, отмечался как пашенный и непашенный лес верста на версту) и пашенные земли по дороге к дер. Мышка до ур. Старцева Бродня (что в писцовых книгах были отмечены пашнями у Щитницы речки (ныне — руч. Шитня) в Лосицком погосте). Таким образом практически все земли близ деревни были отрезаны крестьянам, за исключением некоторых лесных участков, пожен на реке Яне ниже впадения Ктинянки и удалённых пашен по дороге на Мышку (урочище Родино). Интересно, что одна из линий (№ 7) межи частично сохранилась до нашего времени и представляет собой просеку — северо-восточную границу лесного квартала № 125. Отмеченный в геодезическом описании покос сельца Братылина по материалам Генерального Межевания принадлежал к дер. Сеглицы (дача 1191); покос по дер. Сухрестье известен из дополнения к Уставной грамоте этого селения, как покос в пустоши Шумилово (располагался по берегам Шумиловского ручья).

Уладив с крестьянами Жилых Болот земельные споры, 1 мая 1875 года бывшая хтинская помещица Мария Николаевна фон Рейц составила объявление в Гдовское уездное по крестьянским делам Присутствие с прошением о разрешении выкупа у ней этой земли Болотским сельским обществом с содействием правительства.

«Господину Непременному Члену Гдовскаго Уезднаго по крестьянским делам Присутствия.

Вдовы Статскаго Советника Марии Николаевны фон Рейц.

Объявление.

Желая на основании 35 ст. Положения о выкупе 19-го февраля 1861 года предоставить временно-обязанным мне крестьянам, Гдовскаго уезда селения Жилыя Болота (Большия Болота тож) выкупить с содействием Правительства, отведенныя им по Уставной Грамоте земельныя угодия. О сем, согласно § 85 и 86 того же Положения, имею честь заявить Вашему Высокоблагородию, с присовокуплением, что я согласна подчиниться в этом случае всем тем условиям, которыя поименованы в Законе, в Положении о выкупе. Для этой цели считаю нужным объяснить:

1) В селении Жилыя Болота (Большия Болота тож) по 10-й ревизии числиться семьдесят четыре души крестьян мужескаго пола, которые до обнародования Положения 19-го февраля 1861-го года имели в своем пользовании неопределенное число десятин, но притом более высшаго надела. По Уставной Грамоте, утвержденной и введенной в действие ноября 6-го дня 1862 года, крестьяне получили, полный, по местности надел удобной земли в количестве четырёхсот семи дес. Сверх сего поступило в безвозмездное пользование крестьян сорок две десятины 2100 кв.саж. удобной земли, на покрытие дорог, ручьев и таких мест, которыя хотя Положение и не признает неудобными, признавались неудобными крестьянами. Всего в надел поступило 449 дес. 2100 кв.саж., которыя распределяються по подробному плану, составленному в маие 1873 года землемером Гдовскаго Мироваго съезда О.Вендельбрик, следующим образом.
| Под усадьбою   | 8   | дес.    | 200  | кв.саж. |
| Пашни          | 169 | — . . — | 1460 | — . . — |
| Сенокоса       | 126 | — . . — | 480  | — . . — |
| Выгона         | 103 | — . . — | 260  | — . . — |
| В добавку      | 33  | — . . — | 900  | — . . — |
| Дороги и ручьи | 9   | — . . — | 1200 | — . . — |
| А всего        | 449 | — . . — | 2100 | — . . — |
Границы крестьянскаго надела отведены в натуре, и точно обозначены просеками и столбами, а равно начерчены на прилагаемом плане.

2) Селение Жилыя Болота состоит Гдовскаго уезда С.Петербургской губернии, Болотскаго сельскаго Общества Юдинской волости.

3) Селение Жилыя Болота до обнародования Положения состояло на смешанной повинности по 23 рубли оброку, и некоторых работ с тягла, ежегодно. По Уставной Грамоте, крестьяне, получив полный по местности душевой надел, и перешед с 19 февраля 1863 года на оброчное положение платят ежегодно по десяти руб. (10 р.) с души.

4) После утверждения Уставной Грамоты селения Жилыя Болота, в наделе и в повинностях крестьян сего селения, изменений никаких не произошло. Жалоб со стороны крестьян не было и они к платежу оброка, а равно к взносу будущих выкупных платежей, вполне состоятельны. Оброчной недоимки за ними никакой не числиться.

5) Выкупную ссуду от Правительства я испрашиваю, за надел крестьян селения Жилыя Болота, из оброка причитающагося по Уставной Грамоте десять руб.сер. с души, а со всего общества семьсот сорок руб. ежегодно, по расчету 66 ст. Положение о выкупе: девять тысяч восемьсот шестьдесят шесть руб. шестьдесят шесть к., причем прошу, по силе 70-й ст. того же Положения, причитающиеся мне в ссуду 5 % банковые билеты, заменить наличными деньгами, на основании Высочайших повелений 4 июля 1861 года № 4364 и 1 марта 1862 года пункт 4-й.

6) Селение Жилыя Болота досталось мне от покойной моей матери Анны Сергеевны Дириной, рождённой Березиной, по раздельному акту с прочими наследниками, совершеннаго 15 сентября 1833 года.

7) Селение Жилыя Болота ни в одном из кредитных установлений, или же частных руках, не состоит заложенным.

В заключение, прилагая 2-й экземпляр сего выкупнаго объявления, копию с уставной Грамоты, план крестьянскаго надела и две копии с раздельнаго акта, прошу дать сему делу дальнейший ход. Добавленныя угодья предоставляются крестьянам в надел безвозмездно.

Вдова Статскаго Советника Мария Николаевна ф. Рейц рождённая Дирина.

1-е майия 1875 года с. Хтины.

1875 года маия 21 дня подпись вдовы Статского Советника Марии Николаевны фон Рейц удостоверяю № 875 Мировой судья Обольянинов. [Гербовая печать »Мироваго судьи Гдовскаго Мироваго округа 5-го участка.«.]»— [ЦГИАСПб, Ф. 190 (Петербургское губернское по крестьянским делам присутствие), Оп. 9, № 1119, лл. 3-4об.]
3 июля 1875 года Непременный Член Гдовского уездного по крестьянским делам Присутствия К. Н. Ушаков объявил крестьянами дер. Жилые Болота требование обязательного выкупа их наделов, а те согласились выкупить его в полном размере.

«Акт.

1875 года июля 3 дня Непременный Член Гдовскаго уезднаго по кр-ским делам Присутствия К. Н. Ушаков, прибыв сего числа в село Хтины, объявил кр-ам Юдинской волости деревни Жилых Болот, поданное Гдовскаю землевладелицею вдовою Статскаго Советника Мариею Николаевною фон Рейц объявление от 1 мая 1875 с требованием обязательнаго выкупа кр-ских наделов, причем объяснил помянутым кр-ам и прочел 69 и 97 ст. Полож. о выкупе и 169 ст. местнаго Пол. После чего кр-не д. Жилых Болот единогласно заявили в присутствии посторонних добросовестных свидетелей, что они желают сохранить за собою весь надел, отведенный им по Уставной Грамоте, утвержденной 6 ноября 1862 года. 2) Что до издания Положения 19 февраля 1861 года они состояли на смешанной повинности, а после этого платили оброк в размере 10 рублей с каждой души. 3) Что границы им известны. И 4), что они доверяют подписать сей акт своим односельцам Степану Семенову и Дмитрию Иванову.

Непременный Член К.Ушаков.

При сем находился Жилоболотский сельский староста [печать] Николай Леонтьев.

К сему акту кр-не сел. Больших-Жилых Болот Фрол Алексеев, Андрей Федоров, Николай Никифоров, Антон Ефимов, Семен Григорьев, Андрей Харитонов, Архип Иванов, Иван Архипов, Варлам Петров, Архип Карпов, Мартын Авдеев, Федор Агапов, Дмитрий Лутьянов, Василий Федоров, Савелий Антонов, Клементий Трофимов, Никита, Михайло и Григорий Ивановы, Василий Федоров, Сергей и Петр Трофимовы и Ефим Терентьев, а по неграмотности их и по личной просьбе расписались кр-не той же деревни Степан Семенов, Дмитре Иванов.

При находились постороныя добросовестные кр-не д. Дедино Антон Яковлев и дер. Блынок Денис Захаров, а по неграмотности их и личной просьбе росписался безземельный кр-н Иван Екимов.

Непременный Член К.Ушаков. [Гербовая печать.]»— [ЦГИАСПб, Ф. 190 (Петербургское губернское по крестьянским делам присутствие), Оп. 9, № 1119, л. 13]
Выкупную ссуду крестьянам рассчитывали и утверждали сразу с трёх деревень хтинского поместья: Алексино (ныне — дер. Алёксино), Жилые Болота и Сухрестье (ныне — ур. Сухрестьи). 17 февраля 1876 года в Главном Выкупном Учреждении для этих селений была определена ссуда в 28400 рублей (конкретно дер. Жилые Болота — 9866 рублей 67 копеек) сроком с 1 мая 1876 года на 49 лет с выплатой в год по 6 %, то есть по 1704 рубля (с дер. Жилые Болота — по 592 рубля). При этом помещица получала, за вычетом долгов и процентов, 21092 рубля 90 копеек (21050 рублей пятипроцентными банковыми билетами и 42 рубля 90 копеек наличными).

15 апреля 1876 года из Санкт-Петербургского Губернского по крестьянским делам Присутствия было направлено письмо младшему нотариусу Санкт-Петербургского Окружного суда Л. И. Утину с предложением оформить данные на земельные участки для крестьян деревень Алексино, Жилые Болота и Сухрестье; а 19 апреля данные уже были готовы. И, наконец, 12 августа 1876 года документы на владение землёй крестьяне Дер. Жилые Болота получили на руки.

«1876 года августа 12 дня. Мы, нижеподписавшиеся крестьяне селения Жилыя Болота, дали сию росписку г. Мировому Судьи 2 участка Гдовскаго Округа в том, что выпись из третьей части актовой книги С.Петербургскаго нотариуса Льва Утина за 1876 год, стр. 179, № 9, и вводной лист о вводе нас сего числа выкупною землею во владение мы получили на руки.

Владельцы, крестьяне деревни Жилыя Болота: Петра Иванав, Матфей Семенов, Трофим Клементев, Андрей Федоров, Николай Иванов, Николай Никифоров, Антон Ефимов, Семен Григорьев, Андрей Харитонов, Архип Иванов, Иван Архипов, Варлам Петров, Степан Федоров, Мартын Евгениев, Федор Агапов, Дмитрий Лукин, Василий Федоров, Савелий Антонов, Никита Иванов, Михаил Иванов, Григорий Иванов, Василий Федоров, Сергей Трофимов, Петр Трофимов и Ефим Терентьев, а по безграмотству и по личной их просьбы росписался села Ктин священник Алексей Богданов.

Мировой Судья [Подпись].»— [ЦГИАСПб, Ф. 190 (Петербургское губернское по крестьянским делам присутствие), Оп. 9, № 1119, лл. 83, 83об.]

### История деревни во время выкупов земли отдельными её крестьянами
Окончательно выкупать в собственность землю, полностью рассчитавшись с государственным банком, крестьяне деревни не спешили.
Первое сохранившееся до нашего времени дело о подобном выкупе датируется 1886 годом.
Так, 3 апреля 1886 года крестьянином Жилых Болот Степаном Федоровым за своего односельчанина Архипа Карпова было внесено в Санкт-Петербургское губернское казначейство 30 рублей на выкуп двудушевой усадебной оседлости.
8 июля 1886 года исполняющий должность Юдинского волостного старшины Гдовского уезда Александр Игнатьев, прибыв в деревню Жилые Болота, предложил крестьянам составить мирской приговор и разрешить Архипу Карпову выкупить двудушевую усадьбу размером 572 квадратные сажени, по которой он до этого вносил 3 рубля серебром ежегодно. Однако, крестьяне деревни выдать такой приговор единогласно отказались без объяснения причин. Сам же волостной старшина 12 июля 1886 года составил Архипу Карпову следующее удостоверение.

«М. В. Д.
Юдинский волостной старшина Гдовскаго уезда С-Петербургской губернии
12 июля 1886 года № 709.
Удостоверение.
Дано сие на основании примечания к ст. 165 полож. о выкупе И. Д. Юдинскаго Волостнаго Старшины крестьянину дер. Жилых Болот Архипу Карпову в том, что он имеет в действительном пользовании на две души усадебной оседлости 572 квад. сажени, недоимок выкупных платежей за Карповым нет. О чём подписом с приложением казённой печати удостоверяю.
И. Д. Волостнаго старшины: А Игнатьев. [Гербовая печать »Юдинскаго волостнаго правления Гдовскаго уезда«]»— [ЦГИАСПб, Ф. 190 (Петербургское губернское по крестьянским делам присутствие), Оп. 6, № 534, лл. 5, 5 об.]
Лишь 11 сентября 1886 года крестьяне деревни Жилые Болота согласились составить мирской приговор Архипу Карпову следующего содержания.

«1886 года сентября 11 дня. Мы, нижеподписавшиеся С.Петербургской губернии, Гдовскаго уезда, Юдинской волости, Жилоболотскаго сельскаго общества селения Жилых Болот крестьяне собственники быв. г. фон Рейц на бывшем сего числа сельском сходе, составляющих более 2/3 всех кр-н имеющих голос на сходе в присутствии нашего Сельскаго Старосты Григория Архипова, вследствие предъявленнаго нам сего числа Юдинским Волостным старшиною предписания г-на Непременнаго члена Гдовскаго уезднаго по крестьянским делам присутствия от 11-го минувшаго августа за № 489 относительно объяснения причины недозволения произвести выкуп крестьянину селения нашего Архипу Карпову, а потому, посоветовавшись между собою с общаго нас всех согласия не находя никакой причины по сему предмету единогласно постановили: на основании 118 ст. полож. {о выкупе} и 165 ст. того же положения дозволить произвести выкуп крестьянину селения нашего Архипу Карпову принадлежащей ему усадебной оседлости находящейся в селении нашем между усадьбами кр-н Мартыном Авдеевым и Василием Варламавым в количестве „572“ квадр. сажень присовокупляя при том, что как за крестьянином Архипом Карповым недоимок выкупных платежей так равно и за сельским обществом не состоит.
О чём составили настоящий приговор и подписуемся крестьяне селения Жилых Болот: Андрей Федоров, Николай Леонтьев, Тимофей Леонтьев, Николай Никифоров, Федор Антонов, Семен Григорьев, Иван Архипов, Василий Варламов, Мартын Авдеев, Федор Агапов, Никифор Лукьянов, Василий Леонтьев, Савелий Антонов, Степан Федоров, Клементий Трофимов, Степан Петров, Михаил Иванов, Григорий Иванов, Василий Федоров, Сергей Трофимов, Петр Трофимов, Дмитрий Ефимов, Ефим Терентьев, Карп Ефимов, а за них как неграмотных по их личной просьбе, а равно и самих за себя росписались крестьяне того же селения: Иван Семенов Шалгунов, Никифор Иванов, Аркип Радианав, Ефим Фролов, И.Лаптев.
Григорий Архипов. [Печать „Жилоболотский сельский староста“]
Что действительно настоящий приговор подписан вышепрописанными крестьянами домохозяевами дер. Жилых Болот в том Юдинское волостное правление с приложением казённой печати удостоверяет. Сентября 12 дня 1886 года. Волостной старшина А.Игнатьев.
[Гербовая печать „Юдинскаго волостнаго правления Гдовскаго уезда“]
За волост. писаря Иванов. {№ 959}»
— [ЦГИАСПб, Ф. 190 (Петербургское губернское по крестьянским делам присутствие), Оп. 6, № 534, лл. 3, 3 об., 9]
И, наконец, в Санкт-Петербургском губернском по крестьянским делам присутствии на заседании 9 декабря 1886 года утвердили выкуп Архипом Карповым усадебной оседлости и освободили его от ежегодных платежей, подав заявление в Санкт-Петербургскую Казённую Палату об уменьшении, соответственно внесённых тридцати рублей, выкупных платежей по деревне Жилые Болота в целом.

В приведённом выше документе впервые у некоторых крестьян деревни Жилые Болота указаны фамилии: Шалгунов (Шелгунов) и Лаптев. До этого у них отмечались только имена и отчества. В дальнейшем все жители деревни получили фамилии, но большинство из них происходило от имени отца и поэтому первое время изменялись от поколения к поколению: Степанов Василий Степанович (1872—1953) → Васильев Иван Васильевич (1898—1952), и лишь затем → Васильев Борис Иванович (1929—1988). С другой стороны, у некоторых крестьянских семей деревни были прозвища, которые хоть и оставались постоянными, но не отмечались в документах; например, у приведённых выше лиц прозвище было Рысёвы.

До нашего времени сохранилось также дело о выкупе земли крестьянкой деревни Жилые Болота Матреной Игнатьевой. За выкуп однодушевого надела в размере 5 десятин 1200 квадратных саженей (в том числе усадебной оседлости 312 квадратных саженей) она заплатила 83 рубля 21 копейку. 29 мая 1888 года она получила мирской приговор.

«Приговор.

1888 года мая 29 дня. Мы, нижеподписавшиеся крестьяне С.Петербургской губернии, Гдовскаго уезда, Юдинской волости, Жилоболотского сельскаго общества селения Жилыя Болота крестьяне бывше г. фон Рейца, сего числа на сельском сходе, в присутствии Сельскаго Старосты Григорья Архипова, слушали предписание г. Непременнаго Члена Гдовскаго уезднаго по крестьянским делам Присутствия от 13 сего мая за № 398, о том, что крестьянкою одного с нами селения Матреною Игнатьевою внесен выкуп за один душевой надел земли 80 рублей. По выслушании чего, постановили: на основании 118 ст. Полож. о выкупе и согласно общественной разверстке Матрёна Игнатьева пользуется одним наделом земли в количестве 5 десят. 1200 саж, в том числе под усадьбою 312 квадр. саж. На выкуп которай мы согласны. На означенную землю причитается ежегоднаго выкупнаго платежа 5-ть руб. 46 коп. Недоимок выкупных платежей как за Игнатьевой, так и на Обществе не состоит, в чём и подписуемся.

Семен Григорьев, Андрей Харитонов, Иван Архипов, Василий Варламов, Мартын Авдеев, Яков Агапов, Федор Агапов, Никифор Лукьянов, Савелий Антонов, Степан Федоров, Аксенья Ефимова, Василий Леонтьев, Климентий Трофимов, Федосья Родионова, Степан Петров, Матрёна Тимофеева, Михаил Иванов, Григорий Иванов, Василий Федоров, Сергей Трофимов, Петр Трофимов, Дмитрий Ефимов, Ефим Терентьев, Карп Ефимов, Иван Фролов, Павел Федоров, Владимир Федоров, Андрей Федоров, Петр Федоров, Николай Леонтьев, Тимофей Леонтьев, Николай Никифоров, Федор Антонов, а по неграмотности их, по личной просьбе, равно и за себя расписался Иван Семенович Шалгунов, Егор Антонов, Алексей Никифоров, Матвей Семенов, Иван Лаптев, Архип Радионав.

[Печать »Жилоболотский сельский староста«] Григорий Архипов.

Что приговор сей действительно составлен крестьянами домохозяевами Жилоболотскаго сельскаго Общества селения Жилыя Болота Юдинское волостное правление удостоверяет. Мая 31 дня 1888 года. Волостнай старшина А Игнатьев.

[Гербовая печать »Юдинскаго волостнаго правления Гдовскаго уезда«]

Волостнай писарь [Подпись.]»— [ЦГИАСПб, Ф. 190 (Петербургское губернское по крестьянским делам присутствие), Оп. 7, № 73]
А 8 ноября 1888 года на заседании С-Петербургского губернского по крестьянским делам Присутствия данный выкуп утвердили.

Как видно, окончательные выкупные сделки за землю были единичны; и в 1891 году из всех ежегодных платежей крестьян деревни (539 рублей 76 копеек) бо́льшую часть составляли именно выкупные (398 рублей 54 копейки).

1891 года марта 23 дня сельский сход Жилоболотскаго сельскаго общества селений Жилыя Болота и Пустыя Болота сего числа в присутствии сельскаго старосты Василия Леонтьева производил раскладку повинностей на 1891 год. А имянно. Жилыя Болота: Государственнаго поземельнаго налога 13руб, выкупных платежей 398руб. 54коп, земскаго сбора 60руб. 44коп, мирскаго сбора 35р. 52коп, на училище 7р. 40коп, сельскаго сбора 24р. 86к., а всего пятьсот тридцать девять руб. семьдесят шесть копеек (539р. 76коп.). Повинности раскладываются на 74 души, а потому падает на душу 7р. 37коп, а без выкупных платежей 1р. 91коп.

[…]

Страховыя платежи сбирать по списку с каждаго домохозяина.
| №  | Домохозяева       | Души  | Недоимки | Недоимки | Оклада 1891г. | Оклада 1891г. | Оклада 1891г. | Оклада 1891г. | Всего | Всего |
| №  | Домохозяева       | Души  | р.       | к.       | 1-й полов.    | 1-й полов.    | 2-й полов.    | 2-й полов.    | р.    | к.    |
| №  | Домохозяева       | Души  | р.       | к.       | р.            | к.            | р.            | к.            | р.    | к.    |
| -- | ----------------- | ----- | -------- | -------- | ------------- | ------------- | ------------- | ------------- | ----- | ----- |
|    | д.Жилыя Болота    |       |          |          |               |               |               |               |       |       |
| 1  | Татьяна Никитина  | 1 1/2 | —        | —        | 5             | 53            | 5             | 52 1/2        |       |       |
| 2  | Андрей Федоров    | 1 1/2 | —        | —        | 5             | 53            | 5             | 52 1/2        |       |       |
| 3  | Петр Федоров      | 1     | —        | —        | 3             | 69            | 3             | 68            |       |       |
| 4  | Максим Леонтьев   | 1 1/2 | —        | —        | 5             | 53            | 5             | 52 1/2        |       |       |
| 5  | Николай Леонтьев  | 1 1/2 | —        | —        | 5             | 53            | 5             | 52 1/2        |       |       |
| 6  | Тимофей Леонтьев  | 1 1/2 | 8        | —        | 5             | 53            | 5             | 52 1/2        |       |       |
| 7  | Николай Никифоров | 2     | —        | 40       | 7             | 37            | 7             | 37            |       |       |
| 8  | Федор Антонов     | 1 1/2 | —        | —        | 5             | 53            | 5             | 52 1/2        |       |       |
| 9  | Егор Антонов      | 1 1/2 | —        | —        | 5             | 53            | 5             | 52 1/2        |       |       |
| 10 | Архип Родионов    | 1 1/2 | —        | —        | 5             | 53            | 5             | 52 1/2        |       |       |
| 11 | Федор Семенов     | 2     | —        | —        | 7             | 37            | 7             | 37            |       |       |
| 12 | Андрей Харитонов  | 2     | 1        | 65       | 7             | 37            | 7             | 37            |       |       |
| 13 | Григорий Архипов  | 3     | —        | —        | 11            | 6             | 11            | 5             |       |       |
| 14 | Иван Архипов      | 2     | —        | —        | 7             | 37            | 7             | 37            |       |       |
| 15 | Василий Варламов  | 3     | —        | —        | 11            | 6             | 11            | 5             |       |       |
| 16 | Мартын Авдеев     | 2 1/2 | —        | —        | 9             | 22            | 9             | 20 1/2        |       |       |
| 17 | Яков Агапов       | 1 1/2 | —        | —        | 5             | 53            | 5             | 52 1/2        |       |       |
| 18 | Федор Агапов      | 1 1/2 | —        | —        | 5             | 53            | 5             | 52 1/2        |       |       |
| 19 | Никифор Лукьянов  | 1 1/2 | —        | —        | 5             | 53            | 5             | 52 1/2        |       |       |
| 20 | Алексей Никифоров | 1 1/2 | —        | —        | 5             | 53            | 5             | 52 1/2        |       |       |
| 21 | Иван Васильев     | 3     | —        | —        | 11            | 6             | 11            | 5             |       |       |
| 22 | Савелий Антонов   | 2     | —        | —        | 7             | 37            | 7             | 37            |       |       |
| 23 | Степан Федоров    | 2     | 2        | —        | 7             | 37            | 7             | 37            |       |       |
| 24 | Никифор Иванов    | 1     | —        | —        | 3             | 69            | 3             | 68            |       |       |
| 25 | Василий Леонтьев  | 1 1/2 | —        | —        | 5             | 53            | 5             | 52 1/2        |       |       |
| 26 | Клим Трофимов     | 2     | —        | —        | 7             | 37            | 7             | 37            |       |       |
| 27 | Дмитрий Иванов    | 2     | —        | —        | 7             | 37            | 7             | 37            |       |       |
| 28 | Степан Петров     | 1     | —        | —        | 3             | 69            | 3             | 68            |       |       |
| 29 | Иван Семенов      | 1 1/2 | —        | —        | 5             | 53            | 5             | 52 1/2        |       |       |
| 30 | Матвей Семенов    | 2     | —        | —        | 7             | 37            | 7             | 37            |       |       |
| 31 | Василий Никитин   | 2     | —        | —        | 7             | 37            | 7             | 37            |       |       |
| 32 | Михаил Иванов     | 2     | —        | —        | 7             | 37            | 7             | 37            |       |       |
| 33 | Григорий Иванов   | 2     | —        | —        | 7             | 37            | 7             | 37            |       |       |
| 34 | Василий Федоров   | 3     | —        | —        | 11            | 6             | 11            | 5             |       |       |
| 35 | Сергей Трофимов   | 2     | —        | —        | 7             | 37            | 7             | 37            |       |       |
| 36 | Петр Трофимов     | 1 1/2 | —        | —        | 5             | 53            | 5             | 52 1/2        |       |       |
| 37 | Дмитрий Ефимов    | 1 1/2 | —        | —        | 5             | 53            | 5             | 52 1/2        |       |       |
| 38 | Ефим Терентьев    | 1     | 2        | —        | 3             | 69            | 3             | 68            |       |       |
| 39 | Карп Ефимов       | 1 1/2 | —        | —        | 5             | 53            | 5             | 52 1/2        |       |       |
| 40 | Иван Фролов       | 2     | —        | —        | 7             | 37            | 7             | 37            |       |       |
| 41 | Павел Федоров     | 1     | —        | —        | 3             | 69            | 3             | 68            |       |       |
| 42 | Матрёна Игнатьева | 1     | —        | 26       | —             | 96            | —             | 95            |       |       |
|    |                   | 74    | 14       | 31       | 270           | 6             | 269           | 86            |       |       |
[…]

Составя сей приговор и подписуемся. Крестьяне дер. Жилыя Болота: Андрей Федоров, Петр Федоров, Максим Леонтьев, Тимофей Леонтьев, Андрей Харитонов, Григорий Архипов, Иван Архипов, Татьяна Кузьмина, Марья Архипова, Федор Агапов, Ирина Маркова, Никифор Лукьянов, Авдотья Тиханова, Савелий Антонов, Степан Федоров, Клим Трофимов, Ефросинья Степанова, Матрёна Тимофеева, Сергей Трофимов, Петр Трофимов, Дмитрий Ефимов, Ефим Терентьев, Елена Флорова.

Дер. Пустыя Болота: Иван Тимофеев, Прасковья Васильева, Василий Тимофеев 1-й, Илья Моисеев, Евстафей Николаев, Марья Климова, Анна Егорова.

А за них и за себя расписались: Егор Алексеев, Архип Родионов, Иван Семенов Шелгунов, Василий Тимофеев.

М. Ш. Василий Леонтьев.

Волостной старшина Александр Игнатьев. Писарь Неелов.— [ЦГИАСПб, Ф. 258 (Петроградское губернское присутствие), Оп. 2, № 108]
В 1891 году землю в деревне выкупал ещё один крестьянин — Федор Семенов. В феврале этого года за двудушевой надел земли он заплатил 163 рубля 23 копейки. Однако на сельском сходе Жилых Болот 21 мая крестьяне деревни мирской приговор на выкуп Федору Семенову не дали, объясняя это тем, что ему полагался лишь однодушевой надел, а второй, общественный, ему был дан в добавку, с условием, что он его возвратит в будущем сельскому обществу. Тем не менее, 19 июня Федору Семенову Юдинский волостной старшина выписал соответствующее удостоверение на участок в 11 десятин, в том числе под усадьбой 528 квадратных саженей, а 9 августа этот выкуп в Санкт Петербургском Губернском присутствии утвердили. 22 октября данное решение было доведено до сведения крестьян Жилых Болот.

«1891 года октября 22 дня предписание С.-Петербургскаго губернскаго присутствия по (кр.) административному отделению от 17 августа сего года за № 486 об утверждении двух наделов земли за крестьянином Федором Семеновым нам сего числа объявлено, в чём и подписуемся. Крестьяне дер. Жилых Болот: Андрей Федоров, Петр Федоров, Максим Леонтьев, Николай Леонтьев, Тимофей Леонтьев, Николай Никифоров, Федор Антонов, Григорий Архипов, Иван Архипов, Василий Варламов, Дмитрий Лукьянов, Савелий Антонов, Степан Федоров, (л.11об.) Гаврила Николаев, Михаил Иванов, Григорий Иванов, Сергей Трофимов, Петр Трофимов, Карп Ефимов, Павел Федоров, а по неграмотности их, по личной просьбы, равно и за себя, расписались.

Егор Антонов. Иван Лопте. Иван Семенович Шалгунов.

Волостной старшина А.Игнатьев. [Гербовая печать]»— [ЦГИАСПб, Ф. 258 (Петербургское губернское присутствие), Оп. 1, № 125, лл. 11, 11об.]

«1897 года апреля 26 дня мы, нижеподписавшиеся крестьяне домохозяева С.Петербургской губернии Гдовскаго уезда Юдинской волости Жилоболотскаго Сельскаго Общества селения Жилыя Болота, быв сего числа в общем собрании на сельском сходе в присутствии нашего Сельскаго Старосты Карпы Ефимова, слушали предъявленное нам предписание господина Земскаго Начальника 4 участка Гдовскаго уезда от 27 января с/[г] за № 149, изложенное на предложении С.Петербургскаго Губернскаго Присутствия от 18 октября 1896 года за № 1735, относительно выдела к одному месту вдове покойнаго крестьянина Петра Трофимова Матрёны Архиповой земли на 1 1/2 надела в количестве 8 дес. 600 сажень. Посоветовавшись между собою, единогласно постановили: не разрешать вдове Матрёны Архиповой выдела к одному месту выкупаемой земли на 1 1/2 надела в количестве 8 десятин 600 саж. вследствие неудобства. Так как полевой надел не переделялся около 17 лет, в продолжении которых устроены большия межи, а если выделить Архиповой отдельным углом, то нужно нарушить во всех трех полях, чрез что может произойти путаница. О чём составили настоящий приговор и подписуемся.

Михаил Владимиров, Егор Андреев, Авдотья Дорофеева, Максим Леонтьев, Тимофей Леонтьев, Николай Никифоров, Петр Никифоров, Федор Антонов, Николай Леонтьев, Марфа Трофимова, Андрей Харитонов, Григорий Архипов, Иван Архипов, Василий Варламов, Яков Агапов, Федор Агапов, Иван Егоров, Алексей Никифоров, Савелий Антонов, Надежда Абрамова, Степан Федоров, Василий Леонтьев, Гаврила Николаев, Афросенья Степанова, Наталья Маркова, Сергей Трофимов, Дмитрий Ефимов, Карп Ефимов и Варвара Федорова.

А по неграмотности их, равно и за себя расписались: Николай Григорьев, Егор [Антонов], Андрей Васильев, Никифор Исаков, Иван Шалгунов, Матфей Семенов, Архип Родионов, Иван [Лаптев], Дмитрий Иванов, Петр Мартынов, Егор Мартынов.

Жилоболотский сельский староста (М. П.) Карпа Ефимов.

С подлинным верно. Волостной старшина Д.Ефремов. [Гербовая печать »Юдинскаго волостнаго правления Гдовскаго уезда«] Писарь Филиппов.»— [ЦГИАСПб, Ф. 258 (Петроградское губернское присутствие), Оп. 2, № 879]
Итогом многолетних переписок стало слушание данного дела 1 декабря 1898 года в С.-Петербургском Губернском Присутствии по административному отделению его членами А. Д. Зиновьевым, С. В. Кудриным, П. Г. Навалихиным, А. И. Янковым, Н. Н. Соколовым под председательством графа С. А. Толь, в результате чего было решено признать выкуп земли Петром Трофимовым несостоявшимся, а заплаченные по нему деньги возвратить.

### История деревни до Октябрьской революции
В 1897 году в Российской Империи прошла первая всеобщая перепись населения. Ещё накануне, в 1896 году, была произведена предварительная оценка количества населения. До нашего времени сохранился переписной лист от 30 апреля 1896 года по деревне Жилые Болота. Судя по нему, это селение находилось в С.Петербургской губернии, Гдовском уезде, втором стане, 4-м участке земского начальника, Юдинской волости, Жилоболотском сельском обществе. В деревне Жилые Болота насчитывалось 47 дворовых мест, проживало 118 человек мужского и 114 человек женского пола (всего 232 человека), имелся 1 хлебозапасный магазин. Отдельным переписным листом от 4 мая 1896 года была учтена Жилоболотская водяная мукомольная деревянная мельница, стоявшая на земле крестьян деревни Жилые Болота и принадлежавшая мельнику по фамилии Обрам [Рудольф Обрам был немцем по происхождению, его дом стоял на правом берегу р. Ктинянки у мельницы в деревне Жилые Болота]. Здесь было учтено 1 дворовое место, где проживало 3 человека мужского и 1 человек женского пола (всего 4 человека).

Конкретно из материалов переписи 1897 года сохранились такие данные по деревне Жилые Болота.
- По деревне было заполнено 49 листов формы «А» (крестьянские хозяйства) и 1 лист формы «Б» (частные хозяйства).
- В 45 листах формы «А» было учтено население. Среди них максимальное количество наличного населения: 5 человек мужского пола (приписано [зарегистрировано] было 6) и 5 человек женского пола в листе № 191; минимальное — только 1 женщина в листе № 194. В 4 листах население учтено не было (очевидно, по причине его отсутствия как официально, так и фактически).
- В листе формы «Б» (№ 27) было учтено наличного населения 5 человек мужского пола, 1 человек женского пола, причём приписано [официально зарегистрировано] здесь было только 3 человека мужского и 1 человек женского пола. [Очевидно, лист формы «Б» учёл население Жилоболотской мельницы.]
- Всего в деревне Жилые Болота было учтено в наличности 86 человек мужского и 128 человек женского пола. А официально приписано к деревне было 124 человека мужского и 133 человека женского пола.
- Из официально приписанного здесь населения отсутствовало 40 человек мужского пола и 5 человек женского пола. 2 человека мужского пола находилось в деревне на момент переписи, но не было здесь приписано [предположительно — на мельнице].
- Из наличного населения православного исповедания было 81 человек мужского пола, 127 человек женского пола [предположительно — все крестьяне]; протестантов — 5 человек мужского и 1 человек женского пола [предположительно — проживали на мельнице].

За первые годы XX века сохранилось несколько документов в Центральном Государственном Историческом Архиве Санкт-Петербурга, касающихся деревни Жилые Болота.

«(л.2)Гдовский съезд 28 мар 02 земских начальников.

В С.Петербургское Губернское Присутствие.

Уполномоченнаго Общества крестьян деревни Жилых Болот Гдовскаго уезда, С.Петербургской губернии, отставнаго фельдфебеля, крестьянина деревни Жилых Болот Егора Антонова, избравшаго в порядке ст.309 Уст. Гражд. Судопроизв. местом своего пребывания в г. С.Петербурге Адмиралтейской ч.1 уч. Мойка, д.11, кварт.26 (С. С. Бызова). По делу с Алексеем Дмитриевичем Кашкаровым (адрес в деле).

Кассационная жалоба.

В ноябре 1898 года по приговору крестьян деревни Жилых Болот, Гдовскаго уезда, С.Петербургской губ., ответчику, помещику Кошкарову, предоставлено было право сложить на берегу реки Хтинянки, на принадлежащем Обществу крестьян дер. Жилых Болот лугу, полосой не шире 7 сажень лес с тем, чтобы весною 1899 года, с первою водою, лес этот был сплавлен и чтобы к 1-му мая, то есть ко времени проростания травы луг был очищен от щепья и кожи. Между тем, в нарушение сего приговора, лес был положен Кашкаровым полосой сажень в 100 и более на 7 десятинах, весною 1899 г. сплавлен не был, пролежал на общественном лугу (л.2об.) весь 1899 год и был, наконец, сплавлен лишь в конце 1900 г. Вследствие этого Общество крестьян дер. Жилых Болот лишилось покоса и пастбища в течение 1899 и 1900 г. и могло им пользоваться лишь частично, в виду порчи и засорения луга, в 1901 году. При сплавке леса, рабочие гнали лес, ради своего удобства, канавой, проложенной крестьянами для осушки луга, и испортили, стоптали эту канаву на протяжении приблизительно 300 саж., чем причинили Обществу крестьян дер. Жилых Болот убыток в размере 100 руб. Вследствие вышеозначенных убытков Обществом крестьян дер. Жилых Болот предъявлен к владельцу мызы Хтины А. Д. Кашкарову иск об убытках в 490 руб. Разсмотрев настоящее дело, Земский Начальник 4-го участка В. В. Семевский, лично осматривавший луг и наваленный на нем лес, по поводу целаго ряда исков, предъявленных к г-ну Кашкарову гонщиками леса и рабочими за неплатеж заработных денег, присудил с Кашкарова в пользу Общества крестьян дер. Жилых Болот 352 рубля. Решение это Кашкаровым в срок обжаловано не было; тем не менее Гдовский Уездный Съезд признал почему-то возможным принять к своему разсмотрению жалобу Кашкарова, чем нарушил ст.111 (л.3) т. XVI ч.1 (Правил об устройстве суд. части). Разсмотрев настоящее дело в открытом заседании 28 февраля сего 1902 г. Гдовский Уездный Съезд постановил: решение земскаго начальника отменить, Обществу крестьян деревни Жилых Болот с землевладельца Алексея Дмитриевича Кашкарова отказать в иске. Решение это я нахожу неправильным и подлежащим отмене по нижеследующим основаниям.

1) Решение Гдовскаго Уезднаго Съезда основано на представленной ответчиком Кашкаровым в Съезд записке, в коей значится, что крестьяне дер. Жилых Болот яко-бы разрешили Кашкарову сложить на их лугу лес на 2 года. Записка эта написана одной рукой, той же рукой подписаны фамилии крестьян деревни Жилых Болот — Ивана Архипова, Василия Варламова, Андрея Харитонова, Матвея Семенова, Дмитрия Лукьянова и, наконец, имеется подпись за всех крестьянина Ивана Васильева Лаптева. Последний никогда уполномоченным Общества крестьян дер. Жилых Болот не состоял и, как он сам заверяет, никогда никакой росписки Кашкарову от имени своего Общества не давал. Из означенных в росписке лиц Дмитрий Лукьянов не хозяйствует уже лет 20, а Матвей Семенов умер года 3 тому назад и до смерти лет 10 как не хозяйствовал. Сверх того, на (л.3об.) росписке нет ни подписи, ни печати сельскаго старосты. Посему признавая росписку сию подложною, я заявляю спор о подлоге.

2) Осмотр на основании коего Съезд отказал Обществу в иске был произведен нынешним земским начальником 4-го уч. Тишиным через три года после положения леса на луг Общества, а именно 17 июля 1901 г. и несмотря на истечение столь продолжительнаго времени установлены следы порчи луга. Между тем в деле имеется протокол другого осмотра, произведеннаго, по приказанию прежняго земскаго начальника 4-го уч. В. В. Семевскаго, полицейским урядником Казимировым в присутствии полицейскаго сотскаго Савелия Петрова и двух понятых Герасимова и Васильева, в 1899 году, каковым протоколом с полною достоверностью установлены значительная порча луга и канавы.

3) Съезд придал особое значение показаниям свидетеля ответчика — Михаила Митрофанова, сына довереннаго и управляющаго ответчика, допрошеннаго г. земским начальником в его же, Митрофанова, доме, к допросу коего я, Антонов, хотя и был вызван, но к присутствованию при допросе не допущен.

В виду всго изложеннаго имею честь просить решение Гдовскаго Уезднаго Съезда, за нарушением ст. 111 и согласно ст.129 п.3, отменить, передав дело для новаго разсмотрения в С.Петербургский Уездный Съезд. При сем прилагаю копию сей жалобы.

Уполномочен. Общества крестьян деревни Жилых Болод Егор Антонов.»— [ЦГИАСПб, Ф. 258 (Петроградское губернское присутствие), Оп. 39, № 224]
Рассмотрев жалобу 24 февраля 1904 года, С.Петербургское губернское присутствие в судебном заседании, в составе
председателя губернатора А. Д. Зиновьева, Губернского предводителя дворянства вице-губернатора Н. А. Косач, председателя Окружного суда Н. С. Крашенинникова, непременных членов присутствия: С. Э. Термен, Н. Н. Соколова, С. А. Смирнова, при прокуроре Окружного суда А. И. Попове и секретаре В. Н. Тарановиче решило поручить новое рассмотрение данного дела Ямбургскому уездному съезду.

Приговор.
1903 года августа 30 дня. Мы, нижеподписавшиеся прихожане Ктинской Димитриевской церкви, Гдовскаго {уезда}, будучи приглашены причтом означенной церкви явились в качестве уполномоченных-выборных от своих сельских обществ, а также и сельские старосты, для обсуждения вопроса о постройке каменной колокольни при нашем храме. Обсудив всесторонне этот предмет, и принимая во внимание, что нами уже внесены на это дело 800 рублей, собранные с прихожан, и храняться в % бумагах в Государственном Банке мы единогласно постановили: уплачивать ежегодно, впредь до окончания постройки колокольни по одному рублю с каждой ревизской души: {а также} по силе возможности помогать натурою, как-то: доставкою камня, кирпича, дров, песку и прочих материалов, заготовленных на сей предмет на собранные деньги. А потому и просим причт ходатайствовать пред Епархиальным начальством о разрешении построить каменную колокольну. При сем также единогласно просим ходатайства причта пред своим начальством о награждении почетным гражданством неустаннаго благотворителя и украсителя наших храмов нашего прихожанина С.Петербургскаго купца Илии Ипатова Липатова, построившаго на свои средства деревянный храм, пожертвовавшаго колокол весом 50 пудов, принимавшаго ныне деятельное участие по ремонту нашей церкви, как средствами так и своим руководительством, и ранее сделавшаго много других пожертвований, которые при ходатайстве просим поименовать. К сему приговору подписуемся.

Крестьяне Тупицинской волости деревни Ловынь: сельский староста Егор Марков, Василий Тарасов и Григорий Ефимов, Федор Федосеев, Егор Кондратьев.

Юдинской волости деревни Жилых Болот: Иван Васильевич Лаптев, Егор Антонов, Павел Сергеевич Шалгунов, Николай Григорьев, Василий Степанов, Иван Петрович Лаптев, Ефим Ермолов и Григорий Архипов. Деревни Пустых Болот: Алексей Васильев, Федор Естифеев, Матфей Абрамов, Петр Тимофеев, Михайла Ильин, Димитрий Тимофеев, Ефим Никитин и Трофим Петров. И сельский староста Михаил Иванов. [Печать «Жилоболотский сельский староста»]

Деревни Детково: Николай Никитин, Терентий Иванов, Павел Васильев, Степан Степанов Данилов, Иван С.Сергиев, Сенька Савельев, Егор Яковлев. Сельский староста Канстантин Исаев. [Печать «Детковский сельский староста»]

Деревни Алексина: Павел Дорофеев, Егор Васильев, Коонон Иванов, Степан Астафьев, Егор Сергеев, Петр Яковлев, Никита Никитин, Прокофий Лукин, К. Дорофеев. И сельский староста Федор Трофимов. [Печать «[Але]ксинский сельский староста»]

Деревни Завода: Матвей Емельянов, Николай Иванов, Яков Романов, Дмитрий Ерафеев, Матфей Тиханов. И сельский староста Иларион Анисимов. [Печать «Заводский сельский староста»]

Деревни Сухрестья: Федор Алексеев, Андрей Клементьев, Яков Савельев, Василий Ермолаев Соколов, Никифор Гарасимов, Василий Михайлов. Сельский староста Павил Антонов. [Печать «Сухресткий сельский староста»]

Деревни Яруна: Серьгей Алексеев Шмаков, деревни Яруна кр. Константин Алексеев Шмаков, Иван Астафьев, Василий Денисов, Федор Алексеев, Калина Васильев. [Печать «Ярунский сельский староста»]

Крестьяне деревни Большаго Двора: Федор Макаров, Федор Степанов, Александр Агапов. [Печать «Большедворский сельский староста»]

Все вышепраписанные подписи Юдинское Вол. Правление свидетельствует с приложением казённой волостной печати.

10 декабря 1903 г. Волостной старшина Д.Ефремов. [Гербовая печать «Юдинскаго волостнаго правления Гдовскаго уезда»]

Волостной писарь Павлов.— [ЦГИАСПб, Ф. 19, Оп. 120, № 387, лл. 2-3]
21 мая 1906 года была создана строительная комиссия по воздвижению колокольни, в неё вошёл, помимо других лиц, крестьянин деревни Жилые Болота Егор Антонов.

«1906 года мая 21 дня. Прихожане Ктинской Димитриевской церкви собрались для выбора членов в строительную комиссию, избрали следующих лиц: Илью Липатова, Константина Дарофеева, Степана Степанова, Максима Афанасьева, Николая Яковлева, Егора Антонова, Алексея Савельева, Тимофея Герасимова, Феодора Исаева, Феодора Федосеева.»— [ЦГИАСПб, Ф. 19, Оп. 120, № 387, л. 19]
Из других документов того времени можно привести также два прошения в губернское присутствие: первое от Ивана Семеновича Шалгунова от 11 ноября 1905 года о выплате ему жалованья за три года исполнения должности сельского старосты Жилоболотского сельского общества (заплачено ему так и не было); и второе от Алексея Никифорова от 23 января 1904 года об освобождении его с должности сельского старосты, на которую он был избран 18 января 1904 года обществом крестьян деревни Жилые Болота (от должности освобождён так и не был).
Судя по последней клировой ведомости церкви села Ктины, в 1916 году в деревне Жилыя Болота находилось 47 домов, в которых проживало 148 душ мужского и 150 душ женского пола.

### История деревни в советское время
7 ноября (25 октября) в России произошла революция. С приходом советской власти в соседней деревне Ктины был образован исполнительный комитет Ктинского волостного совета крестьянских депутатов, который контролировал, скорее всего, территорию церковного прихода. 10 января 1918 года председатель исполнительного комитета Ктинского волостного совета крестьянских депутатов И. Шлегин и секретарь А. Лупанов (оба, по-видимому, жители деревни Жилые Болота) провели опись имущества мызы Ктины. Позже, при аресте управляющего имением Ктины Бахвалова, И. Шлегин принял имущество имения «под своё ведение», а 14 ноября (вероятно по причине ухода с должности председателя) сдал это имущество гражданину деревни Заозерье Павлу Калинину, который, в свою очередь, передал его 22 ноября 1918 года гражданину деревни Сухрестье Кириллу Савельеву (он был назначен комиссаром имения). Между тем, сам порядок жизни в имении и работы проводились по-старому, как при Кашкаровых — последних владельцах мызы. 3 декабря 1918 года членом Юдинского волостного ревкома Спиридоном Лосевым, председателем Ктинского сельского исполнительного комитета Константином Фёдоровым и заведующим советским хозяйством имения Ктины Карлом Кяппа была проведена следующая опись имущества мызы. Среди предметов, указанных в ней, в деревне Жилые Болота находились лишь весы «Дер. Болот для сена, при них 2 крупных гири». Помимо прочего, в документе было отмечено, что одно время Ктины (и деревню Жилые Болота) контролировали в 1918 году белогвардейцы; они скормили часть посаженного при мызе овса лошадям (остальной овёс увезли красные войска), выкопали картофель, взяли с собой несколько хомутов и весов.
В самом конце 1918 года Юдинскую волость, куда входила деревня Жилые Болота, переименовывают в Заянскую (центр её остаётся в с. Юдине).
В Гражданскую войну 30 сентября 1919 года у деревни Жилые Болота произошёл бой между отрядами Белой и Красной армий. Белогвардейцам удалось тогда захватить этот населённый пункт. После войны, рядом с деревней была обустроена могила с памятным знаком погибшим в этой стычке (в настоящее время не сохранилась).
В марте 1922 года деревню Жилые Болота передают из Заянской в Лосицкую волость. Примерно в это же время был образован Жилоболотинский сельский совет, 6 февраля 1924 года он был ликвидирован, а деревня Жилые Болота вошла в состав Детковского сельского совета. В этом же 1924 году Петроградская губерния была переименована в Ленинградскую. 1 августа 1927 года царские административно-территориальные единицы (губернии, уезды, волости) были ликвидированы, по новому делению деревня Жилые Болота вошла в состав Ленинградской области Лужского округа Лядского района. В ноябре 1928 года территория Детковского (Детково-Алёксинского) сельсовета вошла в состав нового Алёксинского сельского совета, в деревне Жилые Болота насчитывалось в это время 196 жителей. В 1930 году Лужский округ был упразднён. В период с 22 марта 1935 по 19 сентября 1940 года в Ленинградской области было возобновлено окружное деление, и деревня Жилые Болота входила тогда в состав Псковского округа.

В деревне во время коллективизации был образован колхоз «Красные Болота», позже переименованный в «20 лет РККА». По его названию и саму деревню именовали уже не Жилые Болота, а Красные Болота. Руководителем колхоза долгое время был житель деревни Жилые Болота Штамм Николай Константинович.

В 1930-е несколько крестьян деревни подверглись репрессиям. Так, был раскулачен Фёдор Семёнович (тот, что выкупал двудушевой надел земли в 1891 году в обход мнения сельского общества), он проживал в единственном кирпичном доме в деревне. После ареста его дом был разобран до фундамента (несмотря на просьбу колхозников дом не разбирать). В 1935 году из Жилых Болот был выслан мельник Обрам Константин Рудольфович, немец по происхождению, а позже, в 1938 году — расстрелян. После него водяной мельницей деревни заведовала семья эстонцев по фамилии Кюлль. В конце 1940-х — начале 1950-х годов на месте мельницы планировалось построить малую ГЭС. В начале 1950-х годов мельница сгорела. В 1937 году был арестован и расстрелян Шлегин Иван Егорович (дед Прокопенко Валерия Александровича), полностью реабилитированный в 1989 году.

С июля 1941 по февраль 1944 года деревня Жилые Болота находилась на оккупированной немецкими войсками территории. В самом начале этого периода через неё прошли немецкие танки (со стороны деревни Мышка). Однако впоследствии никакие немецкие военные формирования здесь не находились, немцы лишь периодически появлялись в деревне. Поначалу некоторые жители Жилых Болот, скрываясь от фашистов, ушли жить в лес в землянки на урочище Грязный Мост (партизанские отряды базировались в другом месте). Однако затем многие вернулись обратно, поскольку в лесу очень было трудно обустроить быт с детьми и скотом; также всё равно необходимо было обрабатывать поля и следить за огородом; ко всему прочему немцы в этих местах стали сбрасывать с самолётов листовки с требованием возврата в селение. Старостой деревни во время Великой Отечественной войны был Иван Васильевич Васильев (имел прозвища: Спирков, Спирин, Ляма).

23 августа 1944 года деревню Жилые Болота в составе Лядского района включают в состав Псковской области.

В 1949—1951 годах деревня Жилые Болота состояла в Заводском сельском совете, а сельскохозяйственные земли близ неё принадлежали колхозу «Победа» с центральной усадьбой в деревне Завод.

3 октября 1959 года Лядский район был упразднён, деревня Жилые Болота вошла в состав Плюсского района. Примерно в это же время у деревни основным названием становится не Жилые, а Большие Болота.

1 февраля 1963 года Плюсский район был упразднён, а его территория была присоединена к Струго-Красненскому району, но 3 ноября 1965 года Плюсский район восстановили в старых границах.
Электрифицирована деревня была в 1968 году (в 1986 году была капитально отремонтирована линия высокого напряжения, а в 1991 году — линия низкого напряжения по деревне).
До середины 1970-х годов в Больших Болотах на правом берегу реки Ктинянки функционировал совхозный скотный двор, где содержались телята. Весной 1978 года он сгорел (вместе с тремя жилыми домами).
В 1980 году деревня Большие Болота была передана из ведомства Лядского сельского совета (с центром в селе Ляды) в Заянский сельский совет (с центром в деревне Заянье). Сельскохозяйственные угодья при этом возле деревни перешли из совхоза «Ляды» в совхоз «Заянский». В целом это негативно сказалось на объёме выполняемых сельхозработ: сроки сенокоса сместились с конца мая на конец августа, стали меньше возделываться поля близ селения, а поля южнее ручья Шитни были окончательно заброшены.
В 1985 году умер Штамм Николай Константинович, после него в деревне уже никто не занимался содержанием коров, разведением овец, кур; её жители лишь обрабатывали огороды, а держали только кошек и собак.
Последний раз сельскохозяйственные работы на совхозной земле возле деревни проводились в 1990 году силами кооператива «Ктины» (сенокос, выращивание кормового подсолнечника, силосование).

### История деревни в постсоветское время
30 декабря 1991 года распоряжением администрации Заянского сельского совета жителям деревни Большие Болота были безвозмездно предоставлены в собственность, аренду, или во временное пользование земельные участки. В 1993 году совхоз «Заянский», которому принадлежали сельхозугодья у деревни Б.Болота был реорганизован в ТОО (позже, и до своего банкротства в 2007 году — СПК) «Сосенки», однако никаких работ на этих землях им не проводилось. В 1995 году Заянский сельский совет, к которому относилась деревня Большие Болота, был переименован в Заянскую волость, а к началу 2006 года Лядская, Заянская и Лосицкая волости были объединены в Лядскую волость (центр — село Ляды), получившую статус сельского поселения. В 2000 году в дер. Большие Болота была проложена новая дорога (от реки Воротни), которая в последующие годы расширялась, улучшалась и в настоящее время является основной дорогой в деревню. Обязанности старосты деревни выполнял по 2010 год Андреев Борис Владимирович.

## Население
| 2001 | 2002 | 2010 |
| ---- | ---- | ---- |
| 2    | ↘0   | →0   |

## Известные люди
В деревне 31 июля 1941 года родился Прокопенко, Валерий Александрович — заслуженный тренер России и СССР по академической гребле, в 1980-х годах он привозил иногда летом сюда своих воспитанников (тренировались на Ктинском озере).